# Big Brother (franquicia)
Big Brother (Gran Hermano en español) es una franquicia televisiva de competencia del género reality show creada por John de Mol. Emitido por primera vez en los Países Bajos en 1999, y posteriormente distribuido internacionalmente. En el programa, durante generalmente seis meses (o más), un grupo de personas (generalmente unas 20) conviven en una casa, totalmente aisladas y con cámaras vigilándolas las 24 horas del día. Para cada concursante el objetivo del programa consiste en ir superando una serie de expulsiones resultantes de los votos expresados periódicamente por la audiencia. De este modo, a medida que los concursantes van siendo expulsados uno a uno, al final sólo queda un ganador o ganadora. El nombre del programa hace referencia a la novela que George Orwell publicó en 1949, 1984, en la que el Gran Hermano es el líder que todo lo ve en la distópica Oceanía.

## Orígenes
La idea de Gran Hermano nació el jueves 4 de septiembre de 1997, durante una sesión brainstorm en la productora John de Mol Produkties, parte independiente de Endemol. Tomaron parte en esta reunión Patrick Scholtze, Bart Römer y su hermano Paul Römer, además del propio John de Mol. En la idea inicial, solo seis personas convivirían en una lujosa mansión durante un año sin competir. Aquel que resistiera los 12 meses de encierro, sería premiado con 1 000 000 de florines. El nombre del proyecto: De Gouden Kooi (La Jaula Dorada).
De Mol y su equipo llegaron a esta idea después de estudiar el experimento Biosfera 2, que tuvo lugar en el desierto de Arizona en 1991. En él, 8 personas descubrieron lo difícil que es convivir todos juntos y aislados –en este caso en una bóveda geodésica de acero y vidrio hermético que simulaba el medio ambiente de la Tierra–. A estos conceptos de encierro y aislamiento, Gran Hermano añadió los de competencia y privacidad.
El formato final de Endemol también se basaba en el programa de MTV, The Real World, que comenzó a emitirse en 1992 y que por primera vez dio forma al concepto de grabar a personas anónimas y desconocidas entre sí conviviendo durante un largo periodo de tiempo. The Real World introdujo asimismo las sesiones de análisis no realizadas por los propios participantes a modo de diario, que más tarde adaptaría Gran Hermano con su confesionario. Finalmente, el programa sueco Expedition Robinson, emitido por primera vez en 1997, y después adaptado en decenas de países como Supervivientes, añadió la idea de concurso, que obliga a los participantes a competir unos contra otros, siendo así eliminados hasta conocer el ganador final. El reality show había nacido.

## Formato
Gran Hermano fue emitido por primera vez en Países Bajos el 16 de septiembre de 1999, siendo después adaptado en más de 70 países. Aunque cada versión ha introducido sus propias modificaciones, la idea general sigue siendo la misma: un grupo de "habitantes", generalmente 12 desconocidos entre sí y surgidos de un casting, conviven en una casa diseñada para la ocasión en la que son filmados por cámaras y grabados por micrófonos durante las 24 horas del día. Los concursantes permanecen aislados del mundo exterior, y por tanto tienen prohibido cualquier tipo de contacto con agentes externos (en la casa no hay televisión, telefonía celular, radio, Internet, música, libros o lápices), exceptuando la ayuda psicológica que ellos mismos requieran, y que recibirán, siempre en privado, en el confesionario. La duración media del programa oscila entre los 90 y 115 días.
Además de la misma convivencia, que es el eje principal y mayor atracción del concurso, este gira en torno a 4 bases: la vuelta a lo básico en su rutina diaria, el sistema de eliminaciones, las pruebas semanales propuestas por Gran Hermano y el confesionario, donde, individualmente, los concursantes expresan sus pensamientos, sentimientos, frustraciones y sus nominados.
Cada semana, dentro de un proceso de votación generalmente secreta, los concursantes dan los nombres de los compañeros que quieren ver fuera de la casa. Finalmente, los que obtienen la mayor puntuación son los nominados. Cabe recordar que en las últimas adaptaciones del concurso se han añadido nuevos factores a este proceso, como el poder de veto, la inmunidad o la nominación por parte de la audiencia o el propio Gran Hermano y "Las Cartas"
Tras una semana aproximadamente, se les comunica la decisión de la audiencia, que ha estado votando para decidir quién debe ser expulsado. En ese mismo instante, el concursante elegido debe abandonar la casa. Comienza entonces una entrevista en primicia para el programa. El último que permanezca en la casa será el ganador de una sustancial suma de dinero, la cual ha variado notablemente entre las diferentes versiones internacionales.
Inicialmente, la casa en la que tenían que convivir durante el concurso era muy básica. Aunque se regalaba lo esencial en el comienzo del programa (agua corriente, muebles, ración de comida mínima, etc.), cualquier tipo de lujo estaba prohibido. Esto añadía un elemento de supervivencia al concurso, incrementando así la posibilidad de crear tensión en la casa. Ahora, en cambio, casi todas las versiones cuentan con una casa completamente equipada y acondicionada con la última tecnología, además de otros lujos como sauna, jacuzzi, suite VIP, etc.
Como obligación, los concursantes tienen diferentes tareas para mantener la casa, y deben afrontar las pruebas semanales propuestas por el equipo de producción, que se dirige a ellos a través de la voz, nunca la imagen, del Gran Hermano. Las pruebas son diseñadas para comprobar su capacidad de trabajo en equipo y su espíritu de comunidad. Los habitantes de la casa tienen un presupuesto semanal para adquirir comida y otros productos necesarios que variará según superen o no las pruebas.
El programa está hermanado con internet. Los resúmenes diarios son necesariamente editados, por lo que el concurso es emitido en muchos países, sin interrupciones, en la red. Este proceso ha sido tan exitoso que se ha comenzado a cobrar por este servicio. En algunos países, la emisión en internet fue suplementada con actualizaciones vía correo electrónico, WAP o SMS. La convivencia es además emitida en muchas ocasiones a través de plataformas de televisión digital.
Independientemente del rechazo que ha generado en distintos medios, el programa ha sido un éxito comercial en todo el mundo. Las críticas se centran básicamente en que los aspectos irónicos de la obra de George Orwell son adaptados erróneamente con el único propósito de crear entretenimiento para grandes masas. Más concretamente, la naturaleza voyeurística del formato, donde los concursantes acceden voluntariamente a ceder su privacidad a cambio de un premio, ha sido origen de grandes controversias.
Por este motivo, las pretensiones científicas con las que se inició el programa han sido puestas en duda por la comunidad académica sistemáticamente, aunque algunos antropólogos, sociólogos y filósofos hayan utilizado el éxito del concurso para estudiar la cultura de masas y el fenómeno pop en las nuevas generaciones.

### Reglas
- No está permitido hacer "complot" o "voto cantado" contra ningún participante de forma abierta. Como castigo por revelar los votos de la nominación o por revelar al personaje que se iba a salvar, todos los involucrados serán sancionados con su anulación.
- Se realizarán pruebas semanales en donde los participantes serán puestos a prueba en diferentes juegos de destreza, habilidad, inteligencia y/o resistencia que luego, dependiendo del resultado de dicha prueba, determinarán el presupuesto que será utilizado para el abastecimiento de alimentos y al líder semanal (inmune). La manera de ser evaluados será de forma grupal.
- Cada semana los participantes tienen su monto específico en moneda del país de cada formato para la compra de supermercado, este dinero puede subir o bajar dependiendo del estado de la prueba semanal de supermercado o de las pruebas apartes y del número de jugadores en la casa, y tiende a bajar como castigo por romper algunas reglas de la comunidad.
- Los participantes no deben mantener conversaciones sin los micrófonos, ni tampoco tapar, bloquear o destruir las cámaras.
- Las nominaciones otorgan dos votos al primer elegido y un voto al segundo.
- Existen dos tipos de nominaciones apartes, las cuales son la nominación espontánea, la cual le otorga tres votos al primer elegido y dos votos al segundo, y la nominación fulminante, la cual envía directamente al elegido a placa de nominación. Solo se pueden utilizar una por semana cada una.[7]
- Cada semana habrá uno o más «líderes», quienes conducirán al grupo y todos deberán obedecer. Los líderes, además, podrán salvar a un participante de la placa de nominación u obtener otro beneficio especial. Además, dicha prueba no se puede realizar en la semana final.
- Los beneficios que estarán en juego serán la inmunidad (imposibilidad de ser nominado) y la salvación (poder sacar a alguien de la placa de nominación), aunque solo podrán ser utilizados por el líder semanal.
- Los cuatro participantes que cuenten con más votos quedarán en placa (salvo la fulminante y las nominaciones por sanción, por las cuales van a placa directa a los involucrados). Si existiese un empate en el cuarto lugar, irán a la placa todos aquellos que cuenten con igual cantidad de votos del cuarto lugar.
- Debido a la situación de abuso sucedida en la 18.ª temporada de Gran Hermano España, Gran Hermano Revolution, los participantes deberán informar a GH a través de una señal de consentimiento —levantar el pulgar a cámara en modo de aprobación— cada vez que quieran mantener relaciones sexuales. Aparte de ello, queda prohibido realizar dicho acto luego de haber ingerido alcohol.
- La votación telefónica, cuando un participante está nominado para su eliminación, es negativa. Mientras más votos negativos de parte del público tenga el participante, más posibilidades tiene el jugador de ser eliminado de la competencia.
- La votación telefónica, cuando un participante llega a la etapa final o es nominado para su reingreso, es positiva. Mientras más votos positivos tenga el participante de parte del público, más posibilidades tiene el jugador de quedarse más tiempo en la casa, de su reingreso, o de ganar la temporada, al contrario si el jugador no acumula suficientes votos positivos tiene más posibilidades de ser eliminado de la competencia.
- El voto legado es entregado por el eliminado de cada semana a cualquiera de sus compañeros y consiste en dar dos votos a uno de ellos. Esta modalidad se implementó a partir de la segunda eliminación.
- En caso de irregularidades (salvo el complot y el voto cantado, lo cuales se sancionan con su anulación), Gran Hermano sancionará a los involucrados con ir a placa directa sin posibilidad de acceder a la prueba de líder y queda fulminado sin poder ser salvado. Incluso, se expulsa a los involucrados en caso de irregularidades de extrema gravedad (un acoso por ejemplo).
- Después de unas semanas, se habilita la nominación fulminante. Todos tendrán la opción de usarla, pero solo una vez durante su estadía en la casa. Quien quiera realizarla, deberá acercarse al confesionario y solicitarla. El que la reciba una nominación fulminante, quedará automáticamente nominado, sin poder ser salvado por el líder de la semana. Los participantes la pueden usar una sola vez cada uno, y solo una nominación por semana.[8]
- Cuando le quedan pocas semanas para la semana final, todo tipo de votación, incluyendo el legado, la espontánea y la fulminante, quedaron deshabilitados.

### Algunas variaciones del formato
- Formato Loft Story: Esta variación solo fue utilizada en Francia y en Canadá, donde el objetivo era el elegir una pareja ganadora (Un hombre y una mujer). Las nominaciones también varían al formato original, aquí una semana las chicas nominan a los chicos (los chicos no pueden votar) y las semana siguiente se invierte el proceso, esta vez los chicos nominan a las chicas. En Canadá se utilizó este sistema hasta la 3.ª edición, a partir de la cuarta se adopta el sistema clásico original.

- En Estados Unidos, durante su primera edición se conservó el sistema de nominaciones y expulsiones original. Es a partir de su segunda edición, donde la versión estadounidense cambia por completo sus normas, ahora la audiencia no decidirá absolutamente nada sobre el programa, dejando a los concursantes el desarrollo completo del programa, los cuales deciden quién es el nominado y quién el expulsado. Además se introduce El Jefe/El Líder, el cual disfruta de muchos privilegios durante su liderazgo, como el Poder de Veto (permite sacar a un compañero de la lista de nominados y reemplazarlo por otro). Este sistema ha sido introducido o adaptado en diferentes países dentro de su sistema de competición.

- La Casa ha ido cambiando a lo largo de los años, al principio los habitantes vivían solo en una "área", pero conforme evolucionaba el programa fueron abriéndose diferentes secciones dentro de la misma:
  - La Batalla: Ricos vs Pobres: La casa estará dividida en dos áreas, una parte estará equipada con las mayores comodidades posibles y lujos como agua caliente, camas, comida, piscina o simplemente una casa limpia, pero habrá otra parte donde será todo lo contrario, aquí los habitantes vivirán muy incómodamente en un espacio reducido, muy poca comida, sin agua prácticamente. Pero no todas las ediciones la casa estaba dividida así, en algunas ediciones la casa fue dividida por unos días y no siempre desde el comienzo del mismo. Para dividir las áreas existían tres modos, uno mediante una reja que permitía que tanto ricos como pobres pudieran verse, pero en algunos países se optó por la llamada "The Wall (La Pared)", que consistía en todo lo contrario, dividir la casa mediante una pared, y la tercera que sería El Sótano, en donde parte de la casa está construida por debajo. Esta novedad ha sido adaptada en: Alemania (4.ª, 5.ª, 6.ª y 8.ª edición), Australia (3.ª edición), Balcanes (4.ª edición VIP), Dinamarca (3.ª edición), Eslovaquia (1.ª edición), España (1.ª edición VIP), Grecia (3.ª edición), Holanda (3.ª y 4.ª edición), Italia (6.ª edición), Noruega (3.ª edición), Polonia (3.ª edición), Reino Unido (3.ª edición).

- En Reino Unido, durante la quinta edición, se dio a conocer a un Gran Hermano malvado, convirtiéndose la voz en lo más parecido a un villano. Durante el concurso, propuso duros castigos y misiones secretas. Esto ha sido visto también en Australia, Balcanes, Bélgica, Bulgaria, Canadá, Croacia, Escandinavia, España, Filipinas, Grecia, Italia, México, Pacífico, Países Bajos y Tailandia.

- En Argentina, durante la novena edición, cuando los participantes ingresaron a la casa, en vez de quedar seleccionados como participantes oficiales, lo que hizo la producción de GH Argentina, fue que ellos deberían demostrar lo que tenían para dar ya que en la primera gala, 3 de los 22 participantes que habían entrado iban a abandonar la casa luego de una semana de observación. 2 fueron eliminados por la producción, y 1 fue eliminado por el conductor de las galas, Jorge Rial. Esto significa que, hasta la semana 2, los participantes seguían en el casting. También, se agregó La Negociación, una especie de juego en donde 2 participantes, tendrían que elegir a uno para mandar a placa directa, y a otro para hacerlo inmune. Si en 4 minutos no se ponían de acuerdo, ambos caían nominados.

## Adaptaciones

### Big Brother All-Stars / Big Brother Reality All-Stars
Esta versión del formato varía en el tipo de concursantes, que en esta ocasión son exconcursantes de pasadas ediciones del programa o puede incluir concursantes de otros reality shows diferentes al de Gran Hermano. El formato puede variar dependiendo del país y la forma en la que quiera llevar el programa el propio canal que lo emita.
En África se emitió Big Brother All-Stars con habitantes de pasadas ediciones, donde también se mezcló el concepto de Secret Story.
En España, se emitieron hasta la fecha seis tipos de formatos muy distintos aparte del original: Gran Hermano VIP, la versión del formato con famosos; Gran Hermano: El Reencuentro, que reúne a concursantes de pasadas ediciones para concursar en pareja y saldar cuentas pendientes; Gran Hermano: La Re-Vuelta, donde prácticamente volverían todos los concursantes de Gran Hermano 12+1, pero esta vez con un formato parecido al de Estados Unidos, donde la audiencia no intervendría para nada en el concurso y son los concursantes quienes expulsan y nombran al ganador (esta edición fue una prolongación de la edición 12+1 del formato); Gran Hermano Dúo, donde concursan famosos con asuntos pendientes por parejas; El tiempo del descuento, en el que varios de los concursantes de la séptima edición de Gran Hermano VIP volverían para solucionar asuntos pendientes, y Secret Story: La casa de los secretos, la única adaptación mundial del formato de Secret Story con personajes famosos, habiendo contado también con una versión de anónimos.
En Bulgaria y Canadá-Quebec, no solo los habitantes de pasadas ediciones ingresaron sino que agregan algunos concursantes de otros reality shows.

En Dinamarca y Suecia tuvieron sus ediciones con concursantes de diferentes reality shows.
En Noruega se mezclaría el concepto de All-Stars con el de Selección pues regresarían los concursantes de la primera edición para convivir con 4 aspirantes a un puesto en la segunda edición.

En el Reino Unido hubo una edición especial navideña donde algunos de los concursantes de las 5 primeras ediciones regresaban a una casa especial para preparar una obra teatral sobre Cenicienta. La última edición que emitió Channel 4, reunió a lo mejor de todas sus ediciones para despedir al programa del canal.

En Bélgica y Estados Unidos usaron el formato de ex habitantes.

En muchas ediciones de todo el mundo exconcursantes de pasadas ediciones regresan a otra edición para competir de nuevo, ahora con los nuevos habitantes de la nueva edición.

### Teen Big Brother
Adaptación del programa pero en lugar de habitantes adultos o mayores de edad, el formato mostraba la convivencia de adolescentes en la casa de Gran Hermano.

En el Reino Unido hubo dos ediciones. La primera se emitió en televisión previa grabación. La idea fue como un experimento que duraba 10 días de encierro, los propios habitantes votaban entre sí. En Big Brother: Celebrity Hijack, fue una edición de lavado del programa después del bochorno internacional que suscitó la última edición de famosos, en esta edición ingresan a la casa un grupo de jóvenes (de entre 18 y 21 años) y que poseen un talento de una disciplina en particular (música, ciencia, interpretación, tecnología, etc.), conviven en una casa dirigida cada día por un famoso, que adopta el papel de Big Brother.

En Filipinas se optó con habitantes más jóvenes donde las edades oscilaban entre los 14 a los 18 años. El programa modificó su formato en las 4 ediciones emitidas. En la segunda edición todos los concursantes tienen menos de 20 años, se adapta la función "Plus", donde cada habitante ingresará a la casa con un familiar adulto que cumplirán una función como "guardianes".

### Secret Story / Big Brother: The Secret
La adaptación de Big Brother en donde los habitantes de la casa ingresan cada uno con un secreto. El principal objetivo de los concursantes es descubrir el secreto de los otros habitantes, pues cada vez que se descubra un secreto aumentará su premio final. El programa fue emitido en Francia, Holanda, Lituania, Perú, Portugal y España, y adaptado a Gran Hermano en África, Albania, Alemania, Australia y, nuevamente, en España. En Dinamarca y Reino Unido el formato se desarrollará como parte de una prueba semanal.

### Big Brother: Family
En Grecia la cuarta edición se mostró con el título Big Mother durante los primeros 30 días donde todos los habitantes ingresaban a la casa acompañados de sus madres. A partir del día 31 el formato volvía al Big Brother tradicional.

En Bulgaria la quinta edición se introdujo con el formato "Familia". En ella ingresaban 10 familias, es decir, 10 parejas de adultos con sus respectivos hijos, para vivir la experiencia de Big Brother en familia.

### Big Brother All-In
Formato creado en la quinta edición de Filipinas, en donde los habitantes eran una mezcla de 3 formatos, es decir, eran concursantes anónimos, famosos y adolescentes, lo que definía la fusión de las tres adaptaciones en una sola.

### Selección de Casting
Un grupo de personas ingresan a la casa con el fin de ser aceptadas como nuevos habitantes.

En Polonia, bajo el nombre Big Brother: Wybierz Wybierz hubo dos ediciones de este aspecto para elegir a nuevos concursantes. En la primera 10 personas pelearán por 2 plazas en la primera edición del programa. En la segunda edición, 6 personas pelearán por 2 plazas en la segunda edición.

En Noruega se mezclaría el concepto de All-Stars con el de Selección pues regresarían los concursantes de la primera edición para convivir con 4 aspirantes a un puesto en la segunda edición.

En Serbia, bajo el nombre Veliki Brat: General Probá, ingresan a la casa durante 7 días un grupo de 12 personas con el fin de ser elegidas por el público para 2 plazas en el primer Gran Hermano del país.

En Argentina en su 8.ª edición a mitad del reality ingresaron 2 participantes (Eloy hermano de Brian, y Yasmin hermana de Marian) para convivir 7 días en la casa, donde la gente podía elegir si se quedara uno o ambos.

## Big Brother en el mundo
- Última actualización: 17 de agosto de 2025.

### Formato Big Brother
| País | Nombre Local | Emisión | Ganadores | Presentadores |
| --- | --- | --- | --- | --- |
| África Angola (1.ª-8.ª) Botsuana Etiopía (4.ª-6.ª, 8.ª) Ghana Kenia Liberia (7.ª) Malaui Mozambique (4.ª-6.ª, 9.ª) Namibia Nigeria Ruanda (9.ª) Sierra Leona (7.ª-8.ª) Sudáfrica Tanzania Uganda Zambia Zimbabue | Big Brother África Web oficial (no activa) Web oficial en M-Net (no activa) Web oficial en DStv (no activa) | M-Net (1.ª-5.ª) Africa Magic (6.ª-9.ª) Maisha Magic (9.ª) Directo 24/7: DStv Internacional: The Africa Channel (1.ª-3.ª) E4 (R. Unido) (1.ª) | 1.ª edición, 2003: Cherise Makubale 2.ª edición, 2007: Richard Bezuidenhout 3.ª edición, 2008: Ricardo Ferreira, "Ricco" 4.ª edición, 2009: Kevin Chuwang 5.ª Edición, 2010: Uti Nwachukwu 6.ª edición, 2011: Karen Igho & Wendall Parsons 7.ª edición, 2012: Keagan Petersen 8.ª edición, 2013: Dillish Matthews 9.ª edición, 2014: Idris Sultan | Mark Pilgrim (1.ª) Kabelo Ngakane (2.ª-3.ª) Ikponmwosa Osakioduwa (4.ª-9.ª) |
| Albania | Big Brother Albania Web oficial | Top Channel Directo 24/7: Digit-Alb | 1.ª edición, 2008: Arbër Çepani 2.ª edición, 2009: Qetsor Ferunaj 3.ª edición, 2010: Jetmir Salaj 4.ª edición, 2010-2011: Ermela Mezura 5.ª edición, 2012: Arbër Zeka 6.ª edición, 2013: Anaidi Kaloti 7.ª edición, 2014: Nevila Omeri 8.ª edición, 2015: Vesel Kurtishaj 9.ª edición, 2017: Danjel Dedndreaj & Fotini Derxho | Arbana Osmani (1.ª-7.ª, 9.ª) Ledion Liço (8.ª) |
| Albania | Big Brother VIP Web oficial | Top Channel Directo 24/7: Digit-Alb | 1.ª Edición, 2021-2022: Ilir Shaqiri 2.ª Edición, 2022-2023: Luiz Ejlli 3.ª Edición, 2024: Eglatina Ceno, "Egla" 4.ª Edición, 2024-2025: Gjesti Kelmendi | Arbana Osmani (1.ª-2.ª) Ledion Liço (3.ª-4.ª) |
| Alemania | Big Brother Web oficial Web oficial en Sixx | RTL II (1.ª-11.ª) RTL Television (2.ª-3.ª) Sixx (12.ª, 15.ª) Sat.1 (13.ª-14.ª) Directo 24/7: Single TV (2.ª) Tiscali (4.ª) Premiere (5.ª-9.ª) Sky (10.ª-12.ª) Secundarios: Tele 5 (4.ª-6.ª) MTV2 Pop (4.ª-5.ª) VIVA (5.ª, 9.ª) 9Live (8.ª) Streaming: 7TV (12.ª) Joyn (13.ª) Streaming + 24/7: Sevenload (9.ª) Clipfish (10.ª-11.ª) Joyn (14.ª-15.ª)                                                                    | 1.ª edición, 2000: John Milz 2.ª edición, 2000: Alida-Nadine Kurras 3.ª edición, 2001: Karina Schreiber 4.ª edición, 2003: Jan Geilhufe 5.ª edición, 2004-2005: Sascha Sirtl 6.ª edición, 2005-2006: Michael Knopf 7.ª edición, 2007: Michael Carstensen 8.ª edición, 2008: Isi Kaufmann 9.ª edición, 2008-2009: Daniel Schöller 10.ª edición, 2010: Timo Grätsch 11.ª edición, 2011: Marco Sonnen, "Rayo di Sole" 12.ª edición, 2015: Lusy Skaya 13.ª edición, 2020: Cedric Beidinger 14.ª edición, 2024: Marcus Bräuer 15.ª edición, 2025: Marcel Schiefelbein | Percy Hoven (1.ª) Oliver Geissen (2.ª-3.ª) Ruth Moschner (5.ª-6.ª) Oliver Petszokat (6.ª) Charlotte Karlinder (7.ª-8.ª) Miriam Pielhau (8.ª-9.ª) Aleksandra Bechtel (4.ª, 10.ª-11.ª) Sonja Zietlow (11.ª -Solo Gala Inicial-) Jochen Bendel (12.ª) Jochen Schropp (13.ª-14.ª) |
| Alemania | Der Container Exklusiv Web oficial (no activa) | Premiere Start Directo 24/7: Premiere | 1.ª edición, 2006: Sergej Janssen | Christian Möllmann (1.ª) |
| Alemania | Promi Big Brother Web oficial | Sat.1 Secundarios: Sat.1 Emotions (1.ª) Sixx (2.ª-8.ª) Directo 24/7: Sky (1.ª, 3.ª) Bild.de (4.ª) Streaming: Joyn (7.ª-10.ª) Streaming + 24/7: Maxdome (2.ª) Joyn (11.ª-12.ª) | 1.ª Edición, 2013: Jenny Elvers 2.ª Edición, 2014: Aaron Troschke 3.ª Edición, 2015: David Odonkor 4.ª Edición, 2016: Benjamin Tewaag 5.ª Edición, 2017: Jens Hilbert 6.ª Edición, 2018: Silvia Wollny 7.ª Edición, 2019: Janine Meissner 8.ª Edición, 2020: Werner Hansch 9.ª Edición, 2021: Melanie Müller 10.ª Edición, 2022: Rainer Gottwald 11.ª Edición, 2023: Yeliz Koc 12.ª Edición, 2024: Leyla Lahouar 13.ª Edición, 2025: Comienza el 6 de Octubre | Oliver Pocher (1.ª) Cindy aus Marzahn (1.ª) Jochen Schropp (2.ª-12.ª) Jochen Bendel (5.ª) Marlene Lufen (6.ª-12.ª) |
| Alemania | Big Brother: Knossi Edition | Streaming: Joyn (1.ª) Streaming + 24/7: Joyn (2.ª) Directo 24/7: Twitch de Knossi | 1.ª edición, 2023: Joey Kelly 2.ª edición, 2024: Adam Wolke | Knossi (1.ª-2.ª) |
| Angola | Big Brother Angola Web oficial en DStv (no activa) | Banda TV (1.ª) Jango Magic (2.ª) Directo 24/7: DStv | 1.ª edición, 2014: Luis Larma da Silva, "Larama" 2.ª edición, 2015: Maria Vambano, "Luna" & Sérgio Vunge, "Mr. Norway" | Dicla Burity (1.ª-2.ª) |
| Angola Mozambique | Big Brother Angola e Moçambique Web oficial en DStv (no activa) | Jango Magic Directo 24/7: DStv | 1.ª edición, 2016: Papetchulo & Anderson Mistake | Dicla Burity (1.ª) Emerson Miranda (1.ª) |
| Argentina | Gran Hermano Web oficial Web oficial en América (no activa) | Telefe (1.ª-7.ª, 10.ª-12.ª) América TV (8.ª-9.ª) Directo 24/7: DirecTV (1.ª-3.ª, 6.ª-7.ª) Terra (1.ª-2.ª) Intrada (3.ª) CableVisión (4.ª-5.ª, 8.ª-9.ª) Multicanal (4.ª-5.ª) TDA (7.ª) Pluto TV (10.ª) DGO (11.ª-12.ª) Internacional: Telefe Internacional (1.ª-7.ª) MonteCarlo TV (Uruguay) (1.ª-3.ª) Canal 10 (Uruguay) (10.ª-12.ª)                                                                                    | 1.ª edición, 2001: Marcelo Corazza 2.ª edición, 2001: Roberto Parra 3.ª edición, 2002-2003: Viviana Colmenero 4.ª edición, 2007: Marianela Mirra 5.ª edición, 2007: Esteban Moraís 6.ª edición, 2010-2011: Cristian Urrizaga 7.ª edición, 2011-2012: Rodrigo Fernández 8.ª edición, 2015: Francisco Delgado 9.ª edición, 2016: Luis Fabián Galesio 10.ª edición, 2022-2023: Marcos Ginocchio 11.ª edición, 2023-2024: Bautista Mascia 12.ª edición, 2024-2025: Santiago Algorta, "Tato" | Soledad Silveyra (1.ª-3.ª) Jorge Rial (4.ª-9.ª) Mariano Peluffo (7.ª) Santiago Del Moro (10.ª-12.ª) |
| Argentina | Gran Hermano Famosos Web oficial (no activa) | Telefe Directo 24/7: CableVisión Multicanal Internacional: Telefe Internacional MonteCarlo TV (Uruguay) | 1.ª Edición, 2007: Diego Leonardi | Jorge Rial (1.ª) |
| Argentina | Gran Hermano: Generación Dorada | Telefe Directo 24/7: DGO Internacional: Canal 10 (Uruguay) | 1.ª Edición, 2025-2026: Confirmada | Santiago Del Moro (1.ª) |
| Australia | Big Brother Australia Web oficial (no activa) | Network Ten (1.ª-8.ª, 16.ª) Nine Network (9.ª-11.ª) Seven Network (12.ª-15.ª) Directo 24/7: Web Oficial (1.ª-10.ª) Secundarios: GO! (9.ª-11.ª) Streaming: 7+ (12.ª-15.ª) Streaming + 24/7: 10 Play (16.ª) Internacional: TV 2 (N. Zelanda) (1.ª-3.ª, 5.ª) Prime (N. Zelanda) (4.ª) TV3 (N. Zelanda) (10.ª) Ruutu (Finlandia) (12.ª) RTL 5 (P. Bajos) (12.ª) Three (N. Zelanda) (12.ª) TVNZ OnDemand (N. Zelanda) (13.ª) | 1.ª edición, 2001: Ben Williams 2.ª edición, 2002: Peter Corbett 3.ª edición, 2003: Regina Bird 4.ª edición, 2004: Trevor Butler 5.ª edición, 2005: Greg Mathew 6.ª edición, 2006: Jamie Brooksby 7.ª edición, 2007: Aleisha Cowcher 8.ª edición, 2008: Terri Munro 9.ª edición, 2012: Benjamin Norris 10.ª edición, 2013: Tim Dormer 11.ª edición, 2014: Ryan Ginns 12.ª edición, 2020: Chad Hurst 13.ª edición, 2021: Marley Biyendolo 14.ª edición, 2022: Regina Sorensen 15.ª edición, 2023: Ariana Wilcoxson & Taylor Wilcoxson 16.ª edición, 2025: Confirmada | Gretel Killeen (1.ª-7.ª) Kyle Sandilands (8.ª) Jackie O (8.ª) Sonia Kruger (9.ª-15.ª) Mel Tracina (16.ª) |
| Australia | Celebrity Big Brother (1.ª) Big Brother VIP (2.ª) | Network Ten (1.ª) Seven Network (2.ª) Streaming: 7+ (2.ª) | 1.ª Edición, 2002: Dylan Lewis 2.ª Edición, 2021: Luke Toki | Gretel Killeen (1.ª) Sonia Kruger (2.ª) |
| Bélgica (en Neerlandés) | Big Brother Web oficial (no activa) Web oficial en Kanaal Twee (no activa) | Kanaal 2 (1.ª-2.ª) KanaalTwee (3.ª-6.ª) Directo 24/7: Canal Digitaal Satelliet (2.ª) Belgacom TV (5.ª) Web Oficial (6.ª) | 1.ª edición, 2000: Steven Spillebeen 2.ª edición, 2001: Ellen Dufour 3.ª edición, 2002: Kelly Vandevenne 4.ª edición, 2003: Kristof van Camp 5.ª edición, 2006: Kirsten Janssens 6.ª edición, 2007: Diana Ferrante | Walter Grootaers (1.ª-6.ª) |
| Bélgica (en Neerlandés) | Big Brother VIP's Web oficial (no activa) | VTM (1.ª) KanaalTwee (2.ª) | 1.ª Edición, 2001: Sam Gooris 2.ª Edición, 2006: Pim Symoens | Sin Presentadores |
| Bélgica (en Neerlandés) | Big Brother All-Stars | KanaalTwee | 1.ª Edición, 2003: Heidi Zutterman | Walter Grootaers (1.ª) |
| Benelux Bélgica Países Bajos | Big Brother Web oficial | VIER (Bélgica) (1.ª) Play4 (Bélgica) (2.ª-4.ª) RTL 5 (P. Bajos) Secundarios: VIJF (Bélgica) (1.ª) Directo 24/7: Telenet (Bélgica) Streaming + 24/7: Videoland (P. Bajos) GoPlay (Bélgica) (2.ª-5.ª) | 1.ª edición, 2021: Jill Goede 2.ª edición, 2022: Salar Abassi Abrassi 3.ª edición, 2023: Bart Vandenbroek 4.ª edición, 2024: Glenn van Himst 5.ª edición, 2025: Jordy de Maar | Peter Van de Veire (1.ª-3.ª) Geraldine Kemper (1.ª-5.ª) Tatyana Beloy (4.ª-5.ª) |
| Brasil | Big Brother Brasil Web oficial en Rede Globo | Rede Globo Secundarios: Multishow Directo 24/7: Premiere (1.ª-6.ª) BBB PPV (7.ª-25.ª) Streaming: Globoplay (17.ª-25.ª) Globosat Play (17.ª-20.ª) | 1.ª edición, 2002: Kléber de Paula, "Bambam" 2.ª edición, 2002: Rodrigo Leonel Fraga 3.ª edición, 2003: André Augusto Ferreira, "Dhomini" 4.ª edición, 2004: Gecilda da Silva, "Cida" 5.ª edición, 2005: Jean Wyllys 6.ª edición, 2006: Maria Nilza Viana, "Mara" 7.ª edición, 2007: Diego Gasques, "Alemão" 8.ª edición, 2008: Rafael Ribeiro, "Rafinha" 9.ª edición, 2009: Maximiliano Porto, "Max" 10.ª edición, 2010: Marcelo Dourado 11.ª edición, 2011: Maria Helena Melilo 12.ª edición, 2012: Rafael Cordeiro, "Fael" 13.ª Edición, 2013: Fernanda Keulla 14.ª edición, 2014: Vanessa Mesquita 15.ª edición, 2015: Cézar Lima 16.ª edición, 2016: Munik Nunes 17.ª edición, 2017: Emilly Araújo 18.ª edición, 2018: Gleici Damasceno 19.ª edición, 2019: Paula von Sperling 20.ª Edición, 2020: Thelma Assis 21.ª Edición, 2021: Juliette Freire 22.ª Edición, 2022: Arthur Aguiar 23.ª Edición, 2023: Amanda Meirelles 24.ª Edición, 2024: Davi Brito 25.ª Edición, 2025: Renata Saldanha 26.ª Edición, 2026: Confirmada | Marisa Orth (1.ª) Pedro Bial (1.ª-16.ª) Tiago Leifert (17.ª-21.ª) Tadeu Schmidt (22.ª-25.ª) |
| Bulgaria | Big Brother Web oficial | Nova Television Directo 24/7: CableTel (1.ª) Nova+ (1.ª-4.ª) Streaming: Nova Play (5.ª) Streaming + 24/7: Nova Play (6.ª-7.ª) | 1.ª edición, 2004–2005: Zdravko Vasilev 2.ª edición, 2005: Miroslav Atanasov 3.ª edición, 2006: Lyubov Stancheva 4.ª edición, 2008: Georgi Alourkov 5.ª edición, 2015: Nikita Jönsson 6.ª edición, 2024: Mario Todorov 7.ª edición, 2025: Comienza el 21 de Septiembre | Niki Kunchev (1.ª-3.ª, 5.ª) Milen Tsvetkov (4.ª) Aleksandra Sarchadjieva (5.ª) Aleksandra Bogdanska (6.ª-7.ª) Bashar Rahal (6.ª-7.ª) |
| Bulgaria | VIP Brother Web oficial | Nova Television Directo 24/7: Nova+ (1.ª-2.ª) Web Oficial (3.ª-5.ª) Secundarios: Diema 2 (3.ª) Diema Family (4.ª-6.ª) Streaming: Nova Play (4.ª-10.ª) | 1.ª Edición, 2006: Konstantin Slavov 2.ª Edición, 2007: Hristina Stefanova 3.ª Edición, 2009: Deyan Slavchev 4.ª Edición, 2012: Orlin Pavlov 5.ª Edición, 2013: Stanka Zlateva 6.ª Edición, 2014: Vladislav Karamfilov 7.ª Edición, 2015: Gino Tashev 8.ª Edición, 2016: Miglena Angelova 9.ª Edición, 2017: Yonislav Yotov, "Toto" 10.ª Edición, 2018: Atanas Kolev | Niki Kunchev (1.ª-10.ª) Aleksandra Sarchadjieva (4.ª-10.ª) Miglena Angelova (9.ª) Vasil Troyanov, "Azis" (10.ª) |
| Bulgaria | Big Brother Family | Nova Television Directo 24/7: Web Oficial Secundarios: Diema Family Streaming: Nova Play | 1.ª edición, 2010: Eli & Vesselin Kouzmovi | Niki Kunchev (1.ª) |
| Bulgaria | Big Brother All-Stars (1.ª-4.ª) Big Brother: Most Wanted (5.ª-6.ª) Web oficial | Nova Television Directo 24/7: Web Oficial Secundarios: Diema Family | 1.ª Edición, 2012: Nikola Nasteski, "Lester" 2.ª Edición, 2013: Zlatka Dimitrova 3.ª Edición, 2014: Todor Slavkov 4.ª Edición, 2015: Desislava Ivanova 5.ª Edición, 2017: Gino Tashev 6.ª Edición, 2018: Stefan Ivanov, "Wosh MC" | Niki Kunchev (1.ª-6.ª) Aleksandra Sarchadjieva (1.ª-6.ª) Miglena Angelova (5.ª) Vasil Troyanov, "Azis" (6.ª) |
| Canadá (en Francés) Quebec | Loft Story Web oficial (no activa) Web oficial en TQS (no activa) | TQS Directo 24/7: Web Oficial (1.ª) | 1.ª edición, 2003: Julie Lemay & Samuel Tissot 2.ª edición, 2006: Mathieu Baron & Stéphanie Bélanger 3.ª edición, 2006: Jean-Philippe Anwar, Kim Rusk & Shawn-Edward Castagnetto 4.ª edición, 2007: Mathieu Surprenant 5.ª edición, 2008: Charles-Éric Boncoeur 6.ª Edición, 2009: Sébastien Tremblay | Renée-Claude Brazeau (1.ª) Isabelle Maréchal (2.ª) Marie Plourde (3.ª-5.ª) Pierre-Yves Lord (6.ª) |
| Canadá (en Francés) Quebec | Big Brother Web oficial (no activa) | V Directo 24/7: Web Oficial | 1.ª edición, 2010: Vincent Durand Dubé | Chéli Sauvé-Castonguay (1.ª) |
| Canadá (en Francés) Quebec | Big Brother Célébrités Web oficial | Noovo Secundarios: Vrak | 1.ª Edición, 2021: Jean-Thomas Jobin 2.ª Edición, 2022: Stephanie Harvey 3.ª Edición, 2023: Alexandre Aussant, "Mona" 4.ª Edición, 2024: Danick Martineau 5.ª Edición, 2025: Sinem Kara | Marie-Mai Bouchard (1.ª-5.ª) |
| Canadá (en Francés) Quebec | Big Brother: Le Fantastique Réveillon Web oficial | Noovo | 1.ª Edición, 2022: Félix-Antoine Tremblay | Marie-Mai Bouchard (1.ª) |
| Canadá (en Francés) Quebec | Big Brother Célébrités: Les Jeux d'Été Web oficial | Noovo | 1.ª Edición, 2023: Sin Ganador/a | Marie-Mai Bouchard (1.ª) |
| Canadá (en Francés) Quebec | Big Brother: Le Noovo Réveillon Web oficial | Noovo | 1.ª Edición, 2023: Tammy Verge 2.ª Edición, 2024: Frédérick Robichaud, "Fred" | Marie-Mai Bouchard (1.ª-2.ª) |
| Canadá (en Inglés) | Big Brother Canada Web oficial Web oficial en Slice (no activa) Web oficial en Global | Slice (1.ª-2.ª) Global TV (3.ª-12.ª) Directo 24/7: Web Oficial (1.ª-10.ª) Streaming: StackTV (9.ª-12.ª) Internacional: 7plus (Australia) (9.ª-12.ª) | 1.ª edición, 2013: Jillian MacLaughlin 2.ª edición, 2014: Jonathan Pardy, "Jon" 3.ª edición, 2015: Sarah Hanlon 4.ª edición, 2016: Nicholas Paquette & Philippe Paquette 5.ª edición, 2017: Kevin Martin 6.ª edición, 2018: Paras Atashnak 7.ª edición, 2019: Dane Rupert 8.ª edición, 2020: Suspendida por COVID-19 9.ª edición, 2021: Tychon Carter-Newman 10.ª edición, 2022: Kevin Jacobs 11.ª edición, 2023: Terrell McDonald, "Ty" 12.ª edición, 2024: Bayleigh Pelham | Arisa Cox (1.ª-12.ª) |
| Chile | Gran Hermano Web oficial | Chilevisión Directo 24/7: Pluto TV (1.ª) DGO (2.ª) | 1.ª edición, 2023: Constanza Capelli 2.ª edición, 2024: Michelle Carvalho | Diana Bolocco (1.ª-2.ª) Julio César Rodríguez (1.ª) Emilia Daiber (2.ª) |
| China | Big Brother China Web oficial (no activa) | Streaming: Youku-Tudou | 1.ª edición, 2015-2016: Tan Xiangjun | Zhou Wentao (1.ª -Solo Gala Final-) |
| Colombia | Gran Hermano Web oficial (no activa) Web oficial en Caracol (no activa) | Caracol Televisión (1.ª) Citytv (2.ª) Directo 24/7: Web Oficial | 1.ª edición, 2003: Mónica Patricia Tejón 2.ª edición, 2011: Diana Hernández | Adriana Arango (1.ª) Agmeth Escaf (2.ª) |
| Colombia | La Casa de los Famosos Colombia Web oficial | RCN Streaming + 24/7: ViX (1.ª) App Canal RCN (2.ª) | 1.ª Edición, 2024: Karen Sevillano 2.ª Edición, 2025: Andrés Altafulla 3.ª Edición, 2026: Confirmada | Carla Giraldo (1.ª-2.ª) Cristina Hurtado (1.ª) Marcelo Cezán (2.ª) |
| Croacia | Big Brother Web oficial | RTL Televizija Directo 24/7: Web Oficial (1.ª-6.ª) Streaming: RTL Sada (7.ª-8.ª) Streaming + 24/7: RTL Play (9.ª) | 1.ª edición, 2004: Saša Tkalčević 2.ª edición, 2005: Hamdija Seferović 3.ª edición, 2006: Danijel Rimanić 4.ª edición, 2007: Vedran Lovrenčić 5.ª edición, 2008: Krešimir Duvančić 6.ª edición, 2011: Marijana Čvrljak 7.ª edición, 2015: Darko Petkovski, "Spejko" 8.ª edición, 2016: Romano Obilinović 9.ª edición, 2018: Antonio Orač, "Orky" | Daria Knez (1.ª) Antonija Blaće (2.ª-7.ª, 9.ª) Marijana Batinić (8.ª) |
| Croacia | Celebrity Big Brother | RTL Televizija | 1.ª Edición, 2008: Danijela Dvornik | Antonija Blaće (1.ª) |
| Dinamarca | Big Brother Danmark Web oficial (no activa) Web oficial en Kanal 5 (no activa) | TV Danmark 2 (1.ª-3.ª) Kanal 5 (4.ª-6.ª) Secundarios: The Voice TV (4.ª) 7'eren (5.ª-6.ª) Directo 24/7: Canal Digital (1.ª-3.ª) Streaming + 24/7: NUTV (4.ª-6.ª) | 1.ª edición, 2001: Jill Liv Nielsen 2.ª edición, 2002: Carsten B. Berthelsen 3.ª edición, 2004: Johnni Madsen 4.ª edición, 2012: Amanda Heisel 5.ª edición, 2013: Bjørn Clausen 6.ª edición, 2014: David Feldstedt | Lisbeth Janniche (1.ª-3.ª) Marie Egede (4.ª) Anne Kejser (5.ª-6.ª) Oliver Bjerrehuus (6.ª) |
| Dinamarca | Big Brother VIP Web oficial en TV Danmark (no activa) | TV Danmark | 1.ª Edición, 2003: Thomas Bickham | Lisbeth Janniche (1.ª) |
| Dinamarca | Big Brother Reality All-Stars Web oficial en TV Danmark (no activa) | TV Danmark | 1.ª Edición, 2005: Jill Liv Nielsen | Lisbeth Janniche (1.ª) |
| Ecuador | Gran Hermano Web oficial (no activa) | Ecuavisa Directo 24/7: Univisa | 1.ª edición, 2003: David Burbano | Toty Rodríguez (1.ª) |
| Escandinavia Noruega Suecia | Big Brother Web oficial (Noruega) (no activa) Web oficial (Suecia) (no activa) | TVNorge (1.ª-2.ª) FEM (3.ª) Kanal 5 (1.ª-2.ª) Kanal 9 (3.ª) Directo 24/7: Canal Digital (1.ª-2.ª) Streaming + 24/7: DPlay (3.ª) | 1.ª edición, 2005: Britt Goodwin 2.ª edición, 2006: Jessica Lindgren 3.ª edición, 2014: Anders Olsson | Brita Møystad Engseth (1.ª-2.ª) Pia Lykke (3.ª) Adam Alsing (1.ª, 3.ª) Hannah Rosander (2.ª) |
| Eslovaquia | Big Brother Súboj Web oficial en Markíza (no activa) | Markíza Televizia Directo 24/7: Web Oficial | 1.ª edición, 2005: Richard Tkáč | Zuzana Belohorcová (1.ª) |
| Eslovaquia República Checa | Big Brother Web oficial en TV Nova | Markíza Televizia (Eslovaquia) TV Nova (R. Checa) Streaming + 24/7: Voyo | 1.ª edición, 2023-2024: Stanislav Liška | Miroslav Hejda (1.ª) |
| Eslovenia | Big Brother Web oficial (no activa) | Kanal A Directo 24/7: Web Oficial (1.ª-2.ª) Streaming + 24/7: Voyo (3.ª-4.ª) | 1.ª edición, 2007: Andrej Novak 2.ª edición, 2008: Naske Mehić 3.ª edición, 2015: Pia Filipčič 4.ª edición, 2016: Mirela Lapanović | Nina Osenar (1.ª-2.ª) Ana Marija Mitić (3.ª) Manja Plešnar (4.ª) |
| Eslovenia | Big Brother Slavnih | POP TV Streaming + 24/7: POP Plus | 1.ª Edición, 2010: Jože Činč | Nina Osenar (1.ª) |
| España | Gran Hermano Web oficial (no activa) Web oficial en Telecinco | Telecinco Secundarios: Telecinco Estrellas (9.ª) Telecinco 2 (10.ª) La Siete (11.ª-14.ª) Nueve (14.ª) Divinity (15.ª-18.ª) Directo 24/7: Quiero TV (1.ª-3.ª) Vía Digital (1.ª-2.ª, 4.ª) Terra.es (1.ª, 4.ª-5.ª) Digital+ (5.ª-6.ª, 8.ª-11.ª) Ono (6.ª-10.ª) Imagenio (9.ª) TeleCable (10.ª) GH 24 (12.ª) Streaming + 24/7: Mitele (13.ª-19.ª) Mediaset Infinity (20.ª)                                                  | 1.ª edición, 2000: Ismael Beiro 2.ª edición, 2001: Sabrina Mahi 3.ª edición, 2002: Javito García 4.ª edición, 2002-2003: Pedro Oliva 5.ª edición, 2003-2004: Nuria Yáñez 6.ª edición, 2004: Juanjo Mateo 7.ª edición, 2005-2006: Pepe Herrero 8.ª edición, 2006: Naiala Melo 9.ª edición, 2007: Judit Iglesias 10.ª edición, 2008-2009: Iván Madrazo 11.ª edición, 2009-2010: Ángel Muñoz 12.ª edición, 2010-2011: Laura Campos 13.ª edición, 2012: Pepe Flores 14.ª edición, 2013: Susana Molina 15.ª edición, 2014: Paula González 16.ª edición, 2015: Sofía Suescun 17.ª edición, 2016: Beatriz Retamal 18.ª edición, 2017: Hugo Sierra 19.ª edición, 2024: Juan Quintana 20.ª edición, 2025-2026: Comienza en Noviembre | Mercedes Milá (1.ª-2.ª, 4.ª-16.ª) Pepe Navarro (3.ª) Jorge Javier Vázquez (17.ª-20.ª) |
| España | Gran Hermano VIP Web oficial (no activa) | Telecinco Secundarios: Divinity (3.ª-6.ª) Cuatro (7.ª) Directo 24/7: Terra.es (1.ª) Ono (2.ª) Streaming + 24/7: Mitele (3.ª-8.ª) | 1.ª Edición, 2004: Marlène Mourreau 2.ª Edición, 2005: Ivonne Armant 3.ª Edición, 2015: Belén Esteban 4.ª Edición, 2016: Laura Matamoros 5.ª Edición, 2017: Alyson Eckmann 6.ª Edición, 2018: Miriam Saavedra 7.ª Edición, 2019: Adara Molinero 8.ª Edición, 2023: Naomi Asensi | Jesús Vázquez (1.ª-2.ª) Jordi González (3.ª-5.ª, 7.ª) Jorge Javier Vázquez (6.ª-7.ª) Marta Flich (8.ª) |
| España | Gran Hermano Dúo Web oficial | Telecinco Secundarios: Divinity (1.ª) Streaming + 24/7: Mitele Internacional: CincoMAS (1.ª) | 1.ª Edición, 2019: María Jesús Ruiz 2.ª Edición, 2024: Lucía Sánchez 3.ª Edición, 2025: Marieta Sola | Jorge Javier Vázquez (1.ª) Jordi González (1.ª) Marta Flich (2.ª) Carlos Sobera (3.ª) |
| España | Gran Hermano: El Reencuentro Web oficial (no activa) | Telecinco Secundarios: La Siete Directo 24/7: Digital+ (1.ª) | 1.ª Edición, 2010: Pepe Herrero & Raquel López 2.ª Edición, 2011: Juan Miguel Martínez & Yola Berrocal | Mercedes Milá (1.ª) Jordi González (2.ª) |
| España | Gran Hermano: La Revuelta | Telecinco Secundarios: La Siete Streaming + 24/7: Mitele | 1.ª Edición, 2012: Alessandro Livi | Mercedes Milá (1.ª) |
| España | El tiempo del descuento | Telecinco Streaming + 24/7: Mitele Plus | 1.ª Edición, 2020: Gianmarco Onestini | Jorge Javier Vázquez (1.ª) |
| Estados Unidos (en Español) | Gran Hermano USA Web oficial (no activa) Web oficial del Casting | Telemundo Directo 24/7: Web Oficial | 1.ª edición, 2016: Pedro Orta | Giselle Blondet (1.ª) |
| Estados Unidos (en Español) | La Casa de los Famosos Web oficial | Telemundo Directo 24/7: Web Oficial | 1.ª Edición, 2021: Alicia Machado 2.ª Edición, 2022: Ivonne Montero 3.ª Edición, 2023: Madison Anderson 4.ª Edición, 2024: Maripily Rivera 5.ª Edición, 2025: Carlos Antonio Cruz, "Caramelo" 6.ª Edición, 2026: Confirmada | Héctor Sandarti (1.ª-3.ª) Jimena Gállego (1.ª-5.ª) Nacho Lozano (4.ª) Javier Poza (5.ª) |
| Estados Unidos (en Inglés) | Big Brother Web oficial Web oficial del Casting | CBS Secundarios: Showtime 2 (8.ª-14.ª) TVGN (15.ª-16.ª) Pop (17.ª-21.ª) Directo 24/7: Web Oficial TV (1.ª-16.ª) Pluto TV (25.ª-26.ª) Streaming + 24/7: CBS All Access (17.ª-22.ª) Paramount+ (23.ª-26.ª) Streaming: Facebook Watch (20.ª) Internacional: Global TV (Canadá) E4 (R. Unido) (4.ª, 9.ª) | 1.ª edición, 2000: Eddie McGee 2.ª edición, 2001: Will Kirby 3.ª edición, 2002: Lisa Donahue 4.ª edición, 2003: Jun Song 5.ª edición, 2004: Drew Daniel 6.ª edición, 2005: Maggie Ausburn 7.ª Edición, 2006: Mike Malin 8.ª edición, 2007: Dick Donato 9.ª edición, 2008: Adam Jasinski 10.ª edición, 2008: Dan Gheesling 11.ª edición, 2009: Jordan Lloyd 12.ª edición, 2010: Hayden Moss 13.ª Edición, 2011: Rachel Reilly 14.ª Edición, 2012: Ian Terry 15.ª edición, 2013: Andy Herren 16.ª edición, 2014: Derrick Levasseur 17.ª edición, 2015: Steve Moses 18.ª edición, 2016: Nicole Franzel 19.ª edición, 2017: Josh Martinez 20.ª edición, 2018: Kaycee Clark 21.ª edición, 2019: Jackson Michie 22.ª Edición, 2020: Cody Calafiore 23.ª edición, 2021: Xavier Prather 24.ª edición, 2022: Taylor Hale 25.ª edición, 2023: Jagateshwar Bains, "Jag" 26.ª edición, 2024: Chelsie Baham 27.ª edición, 2025: En Emisión (Final: 28 de Septiembre)                                                                           | Julie Chen (1.ª-27.ª) |
| Estados Unidos (en Inglés) | Big Brother: Over the Top Web oficial | Streaming + 24/7: CBS All Access | 1.ª edición, 2016: Morgan Willett | Julie Chen (1.ª) |
| Estados Unidos (en Inglés) | Celebrity Big Brother Web oficial | CBS Secundarios: Pop (1.ª-2.ª) Streaming + 24/7: CBS All Access (1.ª-2.ª) Paramount+ (3.ª) | 1.ª Edición, 2018: Marissa Jaret Winokur 2.ª Edición, 2019: Tamar Braxton 3.ª Edición, 2022: Miesha Tate | Julie Chen (1.ª-3.ª) |
| Estados Unidos (en Inglés) | Big Brother: Reindeer Games | CBS | 1.ª Edición, 2023: Nicole Franzel | Derek Xiao (1.ª) Jordan Lloyd (1.ª) Tiffany Mitchell (1.ª) |
| Filipinas | Pinoy Big Brother Web oficial | ABS-CBN (1.ª-8.ª) A2Z (9.ª-11.ª) Kapamilya Channel (9.ª-11.ª) TV5 (9.ª-11.ª) Secundarios: Studio 23 (1.ª-3.ª) Directo 24/7: SkyCable (1.ª-6.ª) Streaming + 24/7: ABS-CBNnow! (1.ª-4.ª) iWant TV (5.ª-7.ª) iWant (8.ª) iWantTFC (9.ª-11.ª) | 1.ª edición, 2005: Jennivev Santillan Tamayo, "Nene" 2.ª edición, 2007: Bea Saw 3.ª edición, 2009-2010: Melisa Cantiveros 4.ª edición, 2011-2012: Slater Young 5.ª Edición, 2014: Daniel Matsunaga 6.ª Edición, 2015: Miho Nishida & Jim Balasoto, "Jimboy" 7.ª Edición, 2016-2017: Maymay Entrata 8.ª Edición, 2018-2019: Yamyam Gucong 9.ª Edición, 2020-2021: Liofer Pinatacan 10.ª Edición, 2021-2022: Anji Salvacion 11.ª Edición, 2024: Fyang Smith 12.ª Edición, 2025: Comienza en Septiembre | Toni Gonzaga (1.ª-10.ª) Bianca González (2.ª-11.ª) Robi Domingo (4.ª-10.ª) Willie Revillame (1.ª) Mariel Rodríguez (1.ª-3.ª, 6.ª-7.ª) John Prats (5.ª) Alex Gonzaga (7.ª-8.ª) Kim Chiu (8.ª, 10.ª-11.ª) Melai Cantiveros (8.ª)                                                |
| Filipinas | Pinoy Big Brother: Celebrity Edition Web oficial (no activa) | ABS-CBN (1.ª-2.ª) GMA (3.ª-4.ª) Kapamilya Channel (3.ª-4.ª) Secundarios: Studio 23 (1.ª-2.ª) Directo 24/7: SkyCable (1.ª-2.ª) Streaming + 24/7: ABS-CBNnow! (1.ª-2.ª) iWantTFC (3.ª-4.ª) | 1.ª Edición, 2006: Keanna Reeves 2.ª Edición, 2007-2008: Ruben Gonzaga 3.ª Edición, 2025: Brent Manalo & Mika Salamanca 4.ª Edición, 2025: Comienza en Septiembre | Toni Gonzaga (1.ª-2.ª) Mariel Rodríguez (1.ª-2.ª) Luis Manzano (1.ª) Bianca Gonzalez (3.ª) Gabbi Garcia (3.ª) |
| Filipinas | Pinoy Big Brother: Teen Edition Web oficial (no activa) | ABS-CBN Secundarios: Studio 23 Directo 24/7: SkyCable Streaming + 24/7: ABS-CBNnow! | 1.ª Edición, 2006: Kim Chiu 2.ª Edición, 2008: Ejay Falcon 3.ª Edición, 2010: James Reid 4.ª Edición, 2012: Myrtle Sarrosa | Toni Gonzaga (1.ª-4.ª) Bianca González (1.ª-4.ª) Mariel Rodríguez (1.ª-3.ª) Luis Manzano (2.ª) Robi Domingo (4.ª) John Prats (4.ª) |
| Finlandia | Big Brother Suomi Web oficial Web oficial en Sub (no activa) Web oficial en Ruutuu | Sub (1.ª-9.ª) Nelonen (10.ª-13.ª) Secundarios: Jim (10.ª) Directo 24/7: PlusTV (3.ª-4.ª) Streaming + 24/7: Netti-TV (1.ª-2.ª) MTV3 Katsomo (5.ª-9.ª) Ruutu (10.ª-13.ª) | 1.ª edición, 2005: Perttu Sirviö 2.ª edición, 2006: Sari Nygren 3.ª edición, 2007: Sauli Koskinen 4.ª edición, 2008: Anniina Mustajärvi 5.ª edición, 2009: Aso Alanso 6.ª edición, 2010: Niko Nousiainein 7.ª edición, 2011: Janica Kortman 8.ª edición, 2012: Teija Kurvinen 9.ª edición, 2014: Andte Gaup-Juuso 10.ª edición, 2019: Kristian Heiskari 11.ª edición, 2020: Joel Jämsinen 12.ª edición, 2021: Jasmiina Yildiz 13.ª edición, 2022: Reeo Tiiainen | Mari Sainio (1.ª-2.ª, 9.ª) Vappu Pimiä (3.ª-5.ª) Susanna Laine (6.ª-7.ª) Elina Viitanen (6.ª-8.ª) Elina Kottonen (10.ª-12.ª) Anni Hautala (13.ª) |
| Finlandia | Julkkis Big Brother (1.ª) Big Brother VIP (2.ª) Web oficial en Sub | Sub (1.ª) Nelonen (2.ª) Streaming + 24/7: Ruutu (2.ª) | 1.ª Edición, 2013: Jori Kopponen 2.ª Edición, 2021: Petra Olli | Mari Sainio (1.ª) Anni Hautala (2.ª) Tinni Wikström (2.ª) |
| Francia | Loft Story Web oficial (no activa) Web oficial en M6 (no activa) | M6 Directo 24/7: TPS CanalSatellite (2.ª) | 1.ª edición, 2001: Christophe Mercy & Loana Petrucciani 2.ª edición, 2002: Karine Delgado & Thomas Saillofest | Benjamin Castaldi (1.ª-2.ª) |
| Grecia | Big Brother (1.ª-2.ª, 5.ª-8.ª) Web oficial (no activa) Web oficial en Alpha (no activa) Web oficial en Skai The Wall (3.ª) Web oficial The Wall (no activa) Big Mother (4.ª) Web oficial Big Mother (no activa) | ANT1 (1.ª-4.ª) Alpha TV (5.ª) Skai (6.ª-8.ª) Directo 24/7: Web Oficial (1.ª-4.ª, 8.ª) Nova (5.ª) YouTube (6.ª) Streaming + 24/7: Skai Hybrid (8.ª) Internacional: ANT1 Pacific (Asia) (1.ª-4.ª) ANT1 Satellite (América) (1.ª-4.ª) Sigma TV (Chipre) (5.ª-8.ª) | 1.ª edición, 2001: Giórgos Triantafyllídis 2.ª edición, 2002: Aléxandros Móschos 3.ª edición, 2003: Thodorís Ispóglou 4.ª edición, 2005: Níkos Papadópoulos 5.ª edición, 2010-2011: Giánnis Foukákis 6.ª edición, 2020: Ánna-María Psycharáki 7.ª edición, 2021: Níkos Taklís 8.ª edición, 2025: Chrístos Ntentópoulos | Andréas Mikroútsikos (1.ª-3.ª) Tatiána Stefanídou (4.ª) Roúla Koromilá (5.ª) Cháris Varthakoúris (6.ª) Grigoris Gountaras (7.ª) Pétro Lagoúti (8.ª) |
| Hungría | Big Brother: Nagy Testvér Web oficial (no activa) | TV2 Directo 24/7: Web Oficial | 1.ª edición, 2002: Éva Párkányi 2.ª edición, 2003: Zsófi Horváth | Claudia Liptai (1.ª-2.ª) Attila Till (1.ª-2.ª) |
| Hungría | Big Brother VIP Web oficial (no activa) | TV2 Directo 24/7: Web Oficial | 1.ª Edición (Parte 1), 2003: Gábor Bochkor 1.ª Edición (Parte 2), 2003: Soma Mamagésa 1.ª Edición (Parte 3), 2003: Zolee Ganxsta | Claudia Liptai (1.ª) Attila Till (1.ª) |
| Hungría | ValóVilág (Formato No Oficial, 1.ª-7.ª, 11.ª-12.ª) ValóVilág powered by Big Brother (Formato Oficial, 8.ª-10.ª) Web oficial                                                                                     | RTL Klub (1.ª-5.ª) RTL II (6.ª-10.ª) RTL Kettő (11.ª) Cool TV (12.ª) Streaming: RTL Most (10.ª) Streaming + 24/7: RTL+ (11.ª-12.ª) | 1.ª edición, 2002: Szabolcs Mészáros 2.ª edición, 2003: László Vitkó, "Laci" 3.ª edición, 2003-2004: Milovan Gyukin, "Milo" 4.ª edición, 2010-2011: Alekosz Nagy 5.ª edición, 2011-2012: Attila Knapp 6.ª edición, 2014: Aurelio Caversaccio 7.ª edición, 2014-2015: Dávid Mittly, "Robin" 8.ª edición, 2016: Soma Farkas 9.ª edición, 2018-2019: Zsuzsanna Varga, "Zsuzsu" 10.ª edición, 2020-2021: Vivien Szilágyi, "Vivi" 11.ª edición, 2022-2023: Kriszta Karnics, "Kriszti" 12.ª edición, 2024: Ádi Farkas | András Stohl (1.ª-4.ª) Noémi Czifra (1.ª-2.ª) Ildikó Kovalcsik, "Lilu" (3.ª-7.ª) Balázs Sebestyén (4.ª-5.ª) Bence Istenes (6.ª-8.ª) Anikó Nádai (8.ª-11.ª) Péter Puskás (9.ª-12.ª) Csilla Megyeri (12.ª)                                                                      |
| India (en Bengalí) | Bigg Boss Bangla Web oficial - 1.ª (no activa) Web oficial en Colors (no activa) | ETV Bangla (1.ª) Colors TV Bangla (2.ª) Star Jalsha (3.ª) Streaming: Voot (2.ª) Streaming + 24/7: JioHotstar (3.ª) | 1.ª Edición, 2013: Aneek Dhar 2.ª Edición, 2016: Joyjit Banerjee 3.ª Edición, 2026: Confirmada | Mithun Chakraborty (1.ª) Jeetendra Madnani (2.ª) Sourav Ganguly (3.ª) |
| India (en Canarés) | Bigg Boss Kannada Web oficial - 1.ª (no activa) Web oficial en Suvarna (no activa) | ETV Network (1.ª) Asianet Suvarna (2.ª) Colors TV Kannada (3.ª-4.ª, 7.ª-12.ª) Colors Super (5.ª-6.ª) Streaming: Voot (3.ª-7.ª) Streaming + 24/7: Voot (8.ª-9.ª) JioCinema (10.ª-11.ª) JioHotstar (12.ª) | 1.ª Edición, 2013: Vijay Raghavendra 2.ª Edición, 2014: Akul Balaji 3.ª Edición, 2015-2016: Shruthi 4.ª Edición, 2016-2017: Pratham 5.ª Edición, 2017-2018: Chandan Shetty 6.ª Edición, 2018-2019: Shashi Kumar 7.ª Edición, 2019-2020: Shine Shetty 8.ª Edición, 2021: Manju Pavagada 9.ª Edición, 2022: Roopesh Shetty 10.ª Edición, 2023-2024: Karthik Mahesh 11.ª Edición, 2024-2025: Hanumantha Lamani 12.ª Edición, 2025: Confirmada | Kiccha Sudeep (1.ª-12.ª) |
| India (en Canarés) | Bigg Boss: Mini | Colors TV Kannada Streaming + 24/7: Voot | 1.ª Edición, 2021: Sin Ganador/a | Kiccha Sudeep (1.ª) |
| India (en Canarés) | Bigg Boss: OTT | Streaming + 24/7: Voot | 1.ª Edición, 2022: Roopesh Shetty | Kiccha Sudeep (1.ª) |
| India (en Hindi) | Bigg Boss Web oficial en Sony (no activa) Web oficial en Colors | Sony TV (1.ª) Colors TV (2.ª-19.ª) Streaming: Voot (4.ª-13.ª) Streaming + 24/7: Voot (14.ª-16.ª) JioCinema (17.ª-18.ª) JioHotstar (19.ª) | 1.ª Edición, 2006-2007: Rahul Roy 2.ª Edición, 2008: Ashutosh Kaushik 3.ª Edición, 2009: Vindu Dara Singh 4.ª Edición, 2010-2011: Shweta Tiwari 5.ª Edición, 2011-2012: Juhi Parmar 6.ª Edición, 2012-2013: Urvashi Dholakia 7.ª Edición, 2013: Gauahar Khan 8.ª Edición, 2014-2015: Ali Quli Mirza, Dimpy Mahajan, Gautam Gulati, Karishma Tanna & Pritam Singh 9.ª Edición, 2015-2016: Prince Narula 10.ª Edición, 2016-2017: Manveer Gurjar 11.ª Edición, 2017-2018: Shilpa Shinde 12.ª Edición, 2018: Dipika Kakar 13.ª Edición, 2019-2020: Sidharth Shukla 14.ª Edición, 2020-2021: Rubina Dilaik 15.ª Edición, 2021-2022: Tejasswi Prakash 16.ª Edición, 2022-2023: Altaf Shaikh 17.ª Edición, 2023-2024: Munawar Faruqui 18.ª Edición, 2024-2025: Karanveer Mehra 19.ª Edición, 2025: Comienza el 24 de Agosto | Arshad Warsi (1.ª) Shilpa Shetty (2.ª) Amitabh Bachchan (3.ª) Salman Khan (4.ª, 6.ª-19.ª) Sanjay Dutt (5.ª) |
| India (en Hindi) | Bigg Boss: Halla Bol | Colors TV Streaming: Voot | 1.ª Edición, 2015: Gautam Gulati | Farah Khan (1.ª) |
| India (en Hindi) | Bigg Boss: OTT | Streaming + 24/7: Voot (1.ª) JioCinema (2.ª-3.ª) | 1.ª Edición, 2021: Divya Agarwal 2.ª Edición, 2023: Elvish Yadav 3.ª Edición, 2024: Sana Sultan | Karan Johar (1.ª) Salman Khan (2.ª) Anil Kapoor (3.ª) |
| India (en Malabar) | Bigg Boss Malayalam | Asianet Streaming: Hotstar (1.ª-2.ª) Disney+ Hotstar (3.ª) Streaming + 24/7: Disney+ Hotstar (4.ª-6.ª) JioHotstar (7.ª) | 1.ª Edición, 2018: Sabumon Abdusamad 2.ª Edición, 2020: Suspendida por COVID-19 3.ª Edición, 2021: Thomas James, "Manikuttan" 4.ª Edición, 2022: Dilsha Prasannan 5.ª Edición, 2023: Akhil Marar 6.ª Edición, 2024: Jinto PD 7.ª Edición, 2025: Comienza el 3 de Agosto | Mohanlal Viswanathan (1.ª-7.ª) |
| India (en Marathi) | Bigg Boss Marathi | Colors Marathi Streaming: Voot (1.ª-3.ª) Streaming + 24/7: Voot (4.ª) JioCinema (5.ª) | 1.ª Edición, 2018: Megha Dhade 2.ª Edición, 2019: Shiv Thakre 3.ª Edición, 2021: Vishhal Nikam 4.ª Edición, 2022-2023: Akshay Kelkar 5.ª Edición, 2024: Suraj Chavan | Mahesh Manjrekar (1.ª-4.ª) Riteish Deshmukh (5.ª) |
| India (en Tamil) | Bigg Boss Tamil | Star Vijay Streaming: Hotstar (1.ª-3.ª) Disney+ Hotstar (4.ª-5.ª) Streaming + 24/7: Disney+ Hotstar (6.ª-8.ª) | 1.ª Edición, 2017: Nafeez Kizar, "Arav" 2.ª Edición, 2018: Riythvika Kasayam 3.ª Edición, 2019: Mugen Rao 4.ª Edición, 2020-2021: Aari Arjuna 5.ª Edición, 2021-2022: Raju Jeyamohan 6.ª Edición, 2022-2023: Mohamed Azeem 7.ª Edición, 2023-2024: Archana Ravichandran 8.ª Edición, 2024: Muthukumaran Jegatheesan | Kamal Haasan (1.ª-7.ª) Vijay Sethupathi (8.ª) |
| India (en Tamil) | Bigg Boss: Ultimate | Streaming + 24/7: Disney+ Hotstar | 1.ª Edición, 2022: Balaji Murugadoss | Kamal Haasan (1.ª) |
| India (en Télugu) | Bigg Boss Telugu | Star Maa Streaming: Hotstar (1.ª-3.ª) Disney+ Hotstar (4.ª-5.ª) Streaming + 24/7: Disney+ Hotstar (6.ª-8.ª) JioHotstar (9.ª) | 1.ª Edición, 2017: Siva Balaji 2.ª Edición, 2018: Kaushal Manda 3.ª Edición, 2019: Rahul Sipligunj 4.ª Edición, 2020: Abijeet Duddala 5.ª Edición, 2021: Arun Reddy, "VJ Sunny" 6.ª Edición, 2022: Lolla Venkata Revanth 7.ª Edición, 2023: Pallavi Prashanth 8.ª Edición, 2024: Nikhil Maliyakkal 9.ª Edición, 2025: Comienza el 7 de Septiembre | Junior NTR (1.ª) Nani (2.ª) Akkineni Nagarjuna (3.ª-9.ª) |
| India (en Télugu) | Bigg Boss: Non-Stop | Streaming + 24/7: Disney+ Hotstar | 1.ª Edición, 2022: Bindu Madhavi | Akkineni Nagarjuna (1.ª) |
| India (en Télugu) | Bigg Boss: Non-Stop | Streaming + 24/7: JioHotstar | 1.ª Edición, 2025: Comienza el 23 de Agosto | Akkineni Nagarjuna (1.ª) |
| Indonesia | Big Brother Indonesia Web oficial en Trans (no activa) | Trans TV | 1.ª edición, 2011: Alan Wangsa | Ferdi Hassan (1.ª) Sarah Séchan (1.ª) |
| Israel | האח הגדול Web oficial en Channel 2 (no activa) Web oficial en Reshet 13 | Channel 2 (Keshet) (1.ª-8.ª) Reshet 13 (9.ª-15.ª) Directo 24/7: Channel 20 (1.ª-5.ª) Channel 26 (6.ª-15.ª) | 1.ª edición, 2008: Shifra Korenfeld 2.ª edición, 2009: Eliraz Sade 3.ª edición, 2010-2011: Yaakov Menahem, "Jackie" 4.ª edición, 2012: Yekutiel Sebbag, "Kuti" 5.ª edición, 2013: Tahounia Rubel 6.ª edición, 2014: Tal Gilboa 7.ª edición, 2015-2016: Shay Mika Ifrah 8.ª edición, 2016-2017: Avihai Ohana 9.ª edición, 2018: Israel Ogalbo 10.ª edición, 2020: Avichai Ohana 11.ª edición, 2020-2021: Zehava Ben 12.ª edición, 2022: Tal Ovadia, "Talia" 13.ª edición, 2023: Yuval Maatook 14.ª edición, 2024: Or Ben David 15.ª edición, 2025: En Emisión | Erez Tal (1.ª-8.ª) Assi Azar (1.ª-6.ª) Karin Gideon (7.ª-8.ª) Liron Weizman (9.ª-14.ª) Así Israelof (9.ª) Ofer Shechter (9.ª) Guy Zu-Aretz (10.ª-14.ª) |
| Israel | VIP האח הגדול | Channel 2 (1.ª-2.ª) Reshet 13 (3.ª-4.ª) Directo 24/7: Channel 20 (1.ª) Channel 26 (2.ª-4.ª) | 1.ª Edición, 2009: Dudi Melitz 2.ª Edición, 2015: Moshik Afia 3.ª Edición, 2019: Asaf Goren 4.ª Edición, 2021: Oren Hazan | Erez Tal (1.ª-2.ª) Assi Azar (1.ª-2.ª) Liron Weizman (3.ª-4.ª) Guy Zu-Aretz (3.ª-4.ª) |
| Italia | Grande Fratello Web oficial | Canale 5 Secundarios: La5 (1.ª (Rep.), 10.ª-18.ª) Italia 1 (13.ª-18.ª) Mediaset Extra (13.ª-18.ª) Directo 24/7: Stream TV (1.ª-3.ª) Jumpy (1.ª) Sky (4.ª-5.ª, 8.ª-9.ª) Mediaset Premium (6.ª-7.ª) Premium Extra (8.ª-14.ª) Streaming + 24/7: Mediaset Infinity (17.ª-18.ª) | 1.ª edición, 2000: Cristina Plevani 2.ª edición, 2001: Flavio Montrucchio 3.ª edición, 2003: Floriana Secondi 4.ª edición, 2004: Serena Garitta 5.ª edición, 2004: Jonathan Kashanian 6.ª edición, 2006: Augusto De Megni 7.ª edición, 2007: Milo Coretti 8.ª edición, 2008: Mario Ferretti 9.ª edición, 2009: Ferdi Berisa 10.ª edición, 2009-2010: Mauro Marin 11.ª edición, 2010-2011: Andrea Cocco 12.ª edición, 2011-2012: Sabrina Mbarek 13.ª edición, 2014: Mirco Petrilli 14.ª edición, 2015: Federica Lepanto 15.ª edición, 2018: Alberto Mezzetti 16.ª edición, 2019: Martina Nasoni 17.ª Edición, 2023-2024: Perla Vatiero 18.ª Edición, 2024-2025: Jessica Morlacchi | Daria Bignardi (1.ª-2.ª) Barbara D'Urso (3.ª-5.ª, 15.ª-16.ª) Alessia Marcuzzi (6.ª-14.ª) Alfonso Signorini (17.ª-18.ª) |
| Italia | Grande Fratello VIP | Canale 5 Secundarios: Italia 1 La5 Directo 24/7: Mediaset Extra Mediaset Premium (1.ª-6.ª) Streaming + 24/7: Mediaset Infinity | 1.ª Edición, 2016: Alessia Macari 2.ª Edición, 2017: Daniele Bossari 3.ª Edición, 2018: Walter Nudo 4.ª Edición, 2020: Paola Di Benedetto 5.ª Edición, 2020-2021: Tommaso Zorzi 6.ª Edición, 2021-2022: Jessica Hailé Selassié 7.ª Edición, 2022-2023: Nikita Pelizon | Ilary Blasi (1.ª-3.ª) Alfonso Signorini (4.ª-7.ª) |
| Italia | The Couple: Una Vittoria per Due Web oficial | Canale 5 Secundarios: Italia 1 La5 Directo 24/7: Mediaset Premium Streaming + 24/7: Mediaset Infinity | 1.ª Edición, 2016: Cancelado | Ilary Blasi (1.ª) |
| Kosovo | Big Brother VIP Kosova Web oficial | Klan Kosova Directo 24/7: ArtMotion | 1.ª Edición, 2022-2023: Arkimed Lushaj, "Stresi" 2.ª Edición, 2023-2024: Lumbardh Salihu 3.ª Edición, 2023-2024: Drilon Rama 4.ª Edición, 2025-2026: Confirmada | Alaudin Hamiti (1.ª-3.ª) Jonida Vokshi (1.ª-3.ª) |
| Malta | Big Brother Malta Web oficial | TVM TVM+ Directo 24/7: GO Plus Streaming + 24/7: TVMi | 1.ª edición, 2025: Jay Vella 2.ª Edición, 2026: Confirmada | Ryan Borg (1.ª) Josmar Gatt (1.ª) |
| México | Big Brother México Web oficial (no activa) Web oficial en Terra (no activa) Web oficial en Naranya (no activa) Web oficial en PM Canal 5 (no activa)                                                            | Canal de las Estrellas (1.ª-3.ª) Canal 5 Directo 24/7: Sky Terra.com (1.ª) | 1.ª edición, 2002: Rocío Cárdenas 2.ª edición, 2003: Silvia Irabien 3.ª edición, 2005: Evelyn Nieto 4.ª edición, 2015: Eduardo Miranda | Adela Micha (1.ª-2.ª, 4.ª) Verónica Castro (3.ª) |
| México | Big Brother VIP | Las Estrellas Canal 5 Directo 24/7: Sky Terra.com (1.ª) | 1.ª Edición, 2002: Galilea Montijo 2.ª Edición, 2003: Omar Chaparro 3.ª Edición (Parte 1), 2004: Eduardo Videgaray 3.ª Edición (Parte 2), 2004: Roxana Castellanos 4.ª Edición, 2005: Sasha Sökol | Víctor Trujillo (1.ª) Verónica Castro (2.ª-4.ª) |
| México | La Casa de los Famosos México Sitio Web Oficial | Las Estrellas El 5* Streaming + 24/7: ViX | 1.ª Edición, 2023: Wendy Guevara 2.ª Edición, 2024: Mario Bezares 3.ª Edición, 2025: En Emisión (Final: 5 de Octubre) | Galilea Montijo (1.ª-3.ª) |
| Mongolia | Big Brother Mongolia | Mongol TV Streaming + 24/7: ORI | 1.ª edición, 2021: Enkhbayar Bulgan, "Enku" | |
| Nigeria | Big Brother Nigeria (1.ª) Big Brother Naija (2.ª-9.ª) Web oficial Nigeria (no activa) Web oficial Naija | M-Net (1.ª) Africa Magic (2.ª-10.ª) Directo 24/7: DStv GOtv (2.ª-10.ª) Streaming + 24/7: Showmax (7.ª-9.ª) | 1.ª edición, 2006: Katung Aduwak 2.ª edición, 2017: Efe Ejeba 3.ª edición, 2018: Miracle Ikechukwu Igbokwe 4.ª edición, 2019: Mercy Eke 5.ª edición, 2020: Olamilekan Agbeleshe, "Laycon" 6.ª edición, 2021: Whitemoney Onou 7.ª edición, 2022: Josephina Otabor, "Phyna" 8.ª Edición, 2023: Ilebaye Odiniya 9.ª edición, 2024: Kellyrae Sule 10.ª edición, 2025: En Emisión (Final: 5 de Octubre) | Olisa Adibua (1.ª) Michelle Dede (1.ª) Ebuka Obi-Uchendu (2.ª-9.ª) |
| Nigeria Sudáfrica | Big Brother Titans Web oficial | Africa Magic Mzansi Magic Directo 24/7: DStv GOtv | 1.ª edición, 2023: Khosi Twala | Ebuka Obi-Uchendu (1.ª) Lawrence Maleka (1.ª) |
| Noruega | Big Brother Norge Web oficial (no activa) | TVNorge (1.ª-3.ª) TV2 Bliss (4.ª) Directo 24/7: Canal Digital (1.ª-3.ª) Telenor (1.ª-3.ª) Streaming + 24/7: TV 2 Sumo (4.ª) | 1.ª edición, 2001: Lars Joakim Ringom 2.ª edición, 2002: Veronica Agnes Roso 3.ª edición, 2003: Eva Lill Baukhol 4.ª edición, 2011: Tine Barstad | Arve Juritzen (1.ª-2.ª) Trygve Rønningen (3.ª) Petter Pilgaard (4.ª) Sarah Natasha Melbye (4.ª) |
| Noruega | Big Brother: Tilbake I Huset (Selección de Concursantes) | TVNorge Directo 24/7: Canal Digital Telenor | 1.ª edición, 2001: Leena Brekke | Arve Juritzen (1.ª) |
| Oriente Medio Arabia Saudita Baréin Egipto Irak Jordania Kuwait Líbano Omán Somalia Siria Túnez | Big Brother الرئيس Web oficial en MBC (no activa) | MBC II | 1.ª edición, 2004: Cancelado | Razan Moughrabi (1.ª) |
| Pacífico Chile Ecuador Perú | Gran Hermano del Pacífico Web oficial (no activa) | Red TV (Chile) RTS (Ecuador) Andina de Televisión (Perú) | 1.ª edición, 2005: Juan Sebastián López | Lorena Meritano (1.ª) Presentadores regionales: Álvaro Ballero & Álvaro García del Otero Janine Leal Juan Francisco Escobar |
| Países Bajos | Big Brother Web oficial (no activa) Web oficial en Talpa (no activa) | Veronica TV (1.ª-2.ª) Yorin (3.ª-4.ª) Talpa (5.ª-6.ª) Directo 24/7: Web Oficial | 1.ª edición, 1999: Bart Spring in 't Veld 2.ª edición, 2000: Bianca Hagenbeek 3.ª edición, 2001: Sandy Boots 4.ª edición, 2002: Jeanette Godefroy 5.ª edición, 2005: Joost Hoebink 6.ª edición, 2006: Jeroen Visser | Rolf Wouters (1.ª) Daphne Deckers (1.ª) Esther Duller (2.ª) Beau Van Erven Dorens (2.ª) Patty Brard (3.ª) Martijn Krabbé (4.ª) Ruud de Wild (5.ª) Bridget Maasland (5.ª-6.ª)                                                                                                  |
| Países Bajos | Big Brother VIPS | Veronica TV | 1.ª Edición, 2000: Sin Ganador/a | Sin Presentador/a |
| Países Bajos | Hotel Big Brother Web oficial en Talpa (no activa) | Talpa TV Directo 24/7: Web Oficial | 1.ª Edición, 2006: Sin Ganador/a | Caroline Tensen (1.ª) |
| Pakistán | Tamasha (Formato Oficial BB: 2.ª-3.ª) | ARY Digital Streaming + 24/7: ARY Zap | 1.ª Edición, 2022: Umer Aalam 2.ª Edición, 2023: Aruba Mirza 3.ª Edición, 2024: Malik Aqeel 4.ª Edición, 2025: Confirmada | Adnan Siddiqui (1.ª-3.ª) |
| Panamá | Big Brother Web oficial (no activa) | TVN Canal 2 Directo 24/7: Web Oficial | 1.ª edición, 2016: Katherine Sandoval | Rolando Sterling & Gaby Garrido(1.ª) |
| Polonia | Big Brother: Ty Wybierasz (Selección de Concursantes) | TVN | 1.ª edición, 2001: Małgorzata Maier & Sebastian Florek 2.ª edición, 2001: Barbara Knap & Jakub Jankowski | Martyna Wojciechowska (1.ª-2.ª) Grzegorz Miecugow (1.ª) Andrzej Sołtysik (2.ª) |
| Polonia | Big Brother: Wielki Brat (1.ª-2.ª, 4.ª-5.ª) Big Brother Bitwa (3.ª) Big Brother Polska (6.ª-7.ª) Web oficial Web oficial en TVN                                                                                 | TVN (1.ª-3.ª) TV4 (4.ª–5.ª) TVN7 (6.ª-7.ª) Directo 24/7: Canal+ Żółty (1.ª) Onet.pl (2.ª-3.ª) Streaming + 24/7: Player (6.ª-7.ª) | 1.ª edición, 2001: Janusz Dzięcioł 2.ª edición, 2001: Marzena Wieczorek 3.ª edición, 2002: Piotr Borucki 4.ª edición, 2007: Jola Rutowicz 5.ª Edición (Parte 1: VIP), 2008: Jarek Jakimowicz 5.ª edición (Parte 2), 2008: Janusz Strączek 6.ª edición, 2019: Magda Wójcik 7.ª edición, 2019: Kamil Lemieszewski | Martyna Wojciechowska (1.ª-3.ª) Grzegorz Miecugow (1.ª) Andrzej Sołtysik (2.ª-3.ª) Karina Kunkiewicz (4.ª) Kuba Klawiter (4.ª-5.ª) Małgorzata Kosik (5.ª) Agnieszka Woźniak-Starak (6.ª) Gabi Drzewiecka (7.ª)                                                                |
| Portugal | Big Brother: O Grande Irmão (1.ª-3.ª) Big Brother (4.ª-10.ª) Web oficial | TVI Directo 24/7: TVI Eventos (3.ª-4.ª) TVI Reality (5.ª-11.ª) Streaming: TVI Player (5.ª-11.ª) | 1.ª edición, 2000: Zé Maria Seleiro 2.ª edición, 2001: Henrique Guimarães 3.ª edición, 2001: Catarina Eufémia 4.ª edición, 2003: Fernando Geraldes 5.ª edición, 2020: Soraia Moreira 6.ª edición, 2020: Zena Pacheco 7.ª edición, 2021: Ana Barbosa 8.ª edición, 2022: Miguel Vicente 9.ª edición, 2023: Francisco Monteiro 10.ª edición, 2024: Inês Morais 11.ª edición, 2025: Luís Gonçalves | Teresa Guilherme (1.ª-4.ª, 6.ª) Cláudio Ramos (5.ª, 7.ª, 10.ª-11.ª) Manuel Luís Goucha (7.ª) Cristina Ferreira (8.ª-9.ª) |
| Portugal | Big Brother Famosos (1.ª-2.ª, 4.ª-5.ª) Web oficial - 1.ª-2.ª (no activa) Big Brother VIP (3.ª) Web oficial - 3.ª (no activa)                                                                                    | TVI Directo 24/7: TVI Eventos (1.ª-2.ª) TVI Direct (3.ª) TVI Reality (4.ª-5.ª) Streaming: TVI Player (4.ª-5.ª) | 1.ª Edición, 2002: Ricardo Vieira, "Ricky" 2.ª Edición, 2002: Vítor Norte 3.ª Edición, 2013: Pedro Guedes 4.ª Edición, 2022: Francisco Pereira, "Kasha" 5.ª Edición, 2022: Bernardo Sousa | Teresa Guilherme (1.ª-3.ª) Cristina Ferreira (4.ª-5.ª) |
| Portugal | Big Brother: Duplo Impacto | TVI Directo 24/7: TVI Reality Streaming: TVI Player | 1.ª Edición, 2021: Joana Albuquerque | Cláudio Ramos (1.ª) Teresa Guilherme (1.ª) |
| Portugal | Big Brother: Desafio Final | TVI Directo 24/7: TVI Reality Streaming: TVI Player | 1.ª Edición, 2022: Bruna Gomes 2.ª Edición, 2024: Bruno Savate | Cristina Ferreira (1.ª) Cláudio Ramos (2.ª) |
| Portugal | Big Brother Verão | TVI Directo 24/7: TVI Reality Streaming: TVI Player | 1.ª Edición, 2025: En Emisión | Maria Botelho Moniz (1.ª) |
| Reino Unido | Big Brother Web oficial en Channel 4 (no activa) Web oficial en Channel 5 (no activa) Web oficial del Casting (no activa)                                                                                       | Channel 4 (1.ª-11.ª) Channel 5 (12.ª-19.ª) ITV 2 (20.ª-22.ª) Secundarios: E4 (2.ª-11.ª) 5* (12.ª-19.ª) MTV (16.ª-19.ª) Directo 24/7: Terra.com (1.ª-2.ª) Web Oficial (3.ª) Streaming: Demand5 (12.ª-16.ª) My5 (17.ª-19.ª) Streaming + 24/7: ITVX (20.ª-22.ª) Internacional: S4C (Gales) (1.ª-10.ª) TV3 (Irlanda) (16.ª-18.ª) Virgin Media One (Irlanda) (19.ª) Virgin Media Two (Irlanda) (20.ª-21.ª)                   | 1.ª edición, 2000: Craig Phillips 2.ª edición, 2001: Brian Dowling 3.ª edición, 2002: Kate Lawler 4.ª edición, 2003: Cameron Stout 5.ª edición, 2004: Nadia Almada 6.ª edición, 2005: Anthony Hutton 7.ª edición, 2006: Pete Bennett 8.ª edición, 2007: Brian Belo 9.ª edición, 2008: Rachel Rice 10.ª edición, 2009: Sophie Reade 11.ª edición, 2010: Josie Gibson 12.ª edición, 2011: Aaron Allard-Morgan 13.ª edición, 2012: Luke Anderson 14.ª edición, 2013: Sam Evans 15.ª edición, 2014: Helen Wood 16.ª edición, 2015: Chloe Wilburn 17.ª edición, 2016: Jason Burrill 18.ª edición, 2017: Isabelle Warburton 19.ª edición, 2018: Cameron Cole 20.ª edición, 2023: Jordan Sangha 21.ª edición, 2024: Ali Bromley 22.ª edición, 2025: Confirmada | Davina McCall (1.ª-11.ª) Brian Dowling (12.ª-13.ª) Emma Willis (14.ª-19.ª) AJ Odudu (20.ª-22.ª) Will Best (20.ª-22.ª) |
| Reino Unido | Celebrity Big Brother Web oficial en Channel 5 (no activa) | BBC One (1.ª) Channel 4 (1.ª-7.ª) Channel 5 (8.ª-22.ª) ITV 1 (23.ª-24.ª) Secundarios: E4 (2.ª-7.ª) 5* (8.ª-22.ª) MTV (15.ª-22.ª) Streaming: Demand5 (8.ª-17.ª) My5 (18.ª-19.ª) Streaming + 24/7: ITVX (23.ª-24.ª) Internacional: S4C (Gales) (1.ª-6.ª) TV3 (Irlanda) (16.ª-18.ª) e3 (Irlanda) (19.ª-21.ª) Virgin Media Two (Irlanda) (22.ª-24.ª)                                                                        | 1.ª Edición, 2001: Jack Dee 2.ª Edición, 2002: Mark Owen 3.ª Edición, 2005: Bez Berry 4.ª Edición, 2006: Chantelle Houghton 5.ª Edición, 2007: Shilpa Shetty 6.ª Edición, 2009: Ulrika Jonsson 7.ª Edición, 2010: Alex Reid 8.ª Edición, 2011: Patrick Doherty, "Paddy" 9.ª Edición, 2012: Denise Welch 10.ª Edición, 2012: Julian Clary 11.ª Edición, 2013: Richard Clark, "Rylan" 12.ª Edición, 2013: Charlotte Crosby 13.ª Edición, 2014: Jim Davidson 14.ª Edición, 2014: Gary Busey 15.ª Edición, 2015: Katie Price 16.ª Edición, 2015: James Hill 17.ª Edición, 2016: Scott Timlin 18.ª Edición, 2016: Stephen Bear 19.ª Edición, 2017: Coleen Nolan 20.ª Edición, 2017: Sarah Harding 21.ª Edición, 2018: Shane Jenek 22.ª Edición, 2018: Ryan Thomas 23.ª Edición, 2024: David Potts 24.ª Edición, 2025: Jack Shepherd | Davina McCall (1.ª-7.ª) Brian Dowling (8.ª-11.ª) Emma Willis (12.ª-22.ª) AJ Odudu (23.ª-24.ª) Will Best (23.ª-24.ª) |
| Reino Unido | Teen Big Brother Web oficial en Channel 4 (no activa) | Channel 4 Secundarios: E4 | 1.ª Edición, 2003: Paul Brennan | Dermot O'Leary (1.ª) |
| Reino Unido | Big Brother Panto Web oficial en Channel 4 (no activa) | Channel 4 Secundarios: E4 | 1.ª Edición, 2004-2005: Sin Ganador/a | Jeff Brazier (1.ª) |
| Reino Unido | Big Brother: Celebrity Hijack Web oficial en Channel 4 (no activa) | Channel 4 Secundarios: E4 | 1.ª Edición, 2008: John Loughton | Dermot O'Leary (1.ª) |
| Reino Unido | Ultimate Big Brother | Channel 4 Secundarios: E4 | 1.ª Edición, 2010: Brian Dowling | Davina McCall (1.ª) |
| República Checa | Big Brother: Velký Bratr Web oficial (no activa) | TV Nova Directo 24/7: Web Oficial | 1.ª edición, 2005: David Šín | Eva Aichmajerová (1.ª) Lejla Abbasová (1.ª) Leoš Mareš (1.ª) |
| Rumanía | Big Brother: Fratele Cel Mare Web oficial (no activa) | Prima TV Directo 24/7: Web Oficial | 1.ª edición, 2003: Sorin Pavel Fisteag, "Soso" 2.ª edición, 2004: Iustin Popovici | Andreea Raicu (1.ª-2.ª) Virgil Ianțu (1.ª-2.ª) |
| Rusia | большой брат Web oficial (no activa) | TNT Directo 24/7: Web Oficial | 1.ª edición, 2005: Anastasia Yagaylova | Ingeborga Dapkunaite (1.ª) |
| Second Life | Big Brother Second Life (Formato Virtual) Web oficial (no activa) | Secondlife.com | 1.ª edición, 2006: Madlen Flint | Sin Presentador/a (1.ª) |
| Serbia | Veliki Brat Proba (Selección de Concursantes) | B92 | 1.ª edición, 2006: Jelena Provči & Marko Miljković | Marijana Mićić (1.ª) |
| Serbia | Veliki Brat Web oficial (no activa) Web oficial en B92 | B92 (1.ª-3.ª) Pink (4.ª) Prva Televizija (5.ª) Directo 24/7: Web Oficial (1.ª) Mondo (2.ª) Pink Reality (5.ª) Internacional: Pink BH (Bosnia) (1.ª-4.ª) Pink M (Montenegro) (1.ª-4.ª) A1 (Macedonia) (3.ª) Sitel (Macedonia) (4.ª-5.ª) OBN (Bosnia) (5.ª) BN Televizija (Bosnia) (5.ª) Prva M (Montenegro) (5.ª) | 1.ª edición, 2006: Ivan Ljuba 2.ª edición, 2007: Cancelado 3.ª edición, 2009: Vladimir Arsić, "Arsa" 4.ª edición, 2011: Marijana Čvrljak 5.ª edición, 2015: Darko Petkovski, "Spejko" | Marijana Mićić (1.ª, 3.ª-4.ª) Iruna Vukotić (1.ª, 3.ª) Ana Mihajlovski (2.ª) Skaj Vikler (5.ª) |
| Serbia | Veliki Brat VIP | B92 (1.ª-2.ª, 5.ª) Pink (3.ª-4.ª) Directo 24/7: Mondo (1.ª-2.ª) Pink Reality (5.ª) Internacional: Pink BH (Bosnia) (1.ª-4.ª) Pink M (Montenegro) (1.ª-4.ª) Sitel (Macedonia) (4.ª-5.ª) OBN (Bosnia) (5.ª) | 1.ª Edición, 2007: Saša Ćurčić „Đani” 2.ª Edición, 2008: Mirjana „Mimi” Đurović 3.ª Edición, 2009: Miroslav „Miki” Đuričić 4.ª Edición, 2010: Milan Marić „Švaba” 5.ª Edición, 2013: Žarko Stojanović | Ana Mihajlovski (1.ª-2.ª) Iruna Vukotić (1.ª) Milan Kalinić (2.ª-3.ª) Marijana Mićić (3.ª-5.ª) Dragan Marinković (4.ª) |
| Sudáfrica | Big Brother South Africa Web oficial (no activa) | M-Net Directo 24/7: DStv | 1.ª edición, 2001: Ferdinand Rabie 2.ª edición, 2002: Richard Cawood | Mark Pilgrim (1.ª-2.ª) Gerry Rantseli (1.ª-2.ª) |
| Sudáfrica | Celebrity Big Brother | M-Net Directo 24/7: DStv | 1.ª Edición, 2002: Bill Flynn | Mark Pilgrim (1.ª) Gerry Rantseli (1.ª) |
| Sudáfrica | Big Brother Mzansi Web oficial | Mzansi Magic Directo 24/7: DStv Streaming + 24/7: Showmax (3.ª) | 1.ª edición, 2014: Mandla Hlatshwayo 2.ª edición, 2015: Nkanyiso Khumalo, "Ace" & Ntombifuthi Tshabalala 3.ª edición, 2022: Michelle Mvundla, "Mphowabadimo" 4.ª edición, 2024: Siphephelo Zondi, "McJunior" 5.ª edición, 2025: Akhonamathemba Mbele, "Sweet Guluva" | Lungile Radu (1.ª-2.ª) Lawrence Maleka (3.ª-4.ª) Afrika Mdutyulwa (5.ª) |
| Suecia | Big Brother Sverige Web oficial (no activa) Web oficial en TV4 | Kanal 5 (1.ª-4.ª) TV11 (5.ª-6.ª) Kanal 11 (7.ª) TV4 (8.ª-9.ª) Directo 24/7: Web Oficial (1.ª) Canal Digital (2.ª-4.ª) Com Hem (2.ª-4.ª) UPC (4.ª) CMore (8.ª-9.ª) Streaming + 24/7: TV4 Play (5.ª-6.ª) DPlay (7.ª) Streaming: TV4 Play (8.ª-9.ª) Secundarios: Sjuan (9.ª) | 1.ª edición, 2000: Angelica Freij 2.ª edición, 2002: Ulrica Andersson 3.ª edición, 2003: Danne Sörensen 4.ª edición, 2004: Carolina Gynning 5.ª edición, 2011: Simon Danielsson 6.ª edición, 2012: Hanna Johansson 7.ª edición, 2015: Christian Sahlström 8.ª edición, 2020: Sami Jakobsson 9.ª edición, 2021: Tanja Ingebretsen | Adam Alsing (1.ª-4.ª, 7.ª) Gry Forssell (5.ª-6.ª) Adrian Boberg (8.ª) Malin Stenbäck (8.ª-9.ª) Arantxa Álvarez (9.ª) |
| Suecia | Big Brother Stjärnveckan | Kanal 5 Directo 24/7: Canal Digital Com Hem | 1.ª Edición, 2002: Anki Lundberg | Adam Alsing (1.ª) |
| Suiza | Big Brother Schweiz Web oficial (no activa) Web oficial en TV3 (no activa) | TV3 | 1.ª edición, 2000: Daniela Hahn 2.ª edición, 2001: Christian Ponleitner 3.ª edición, 2002: Anunciada. Suspendida por cierre de TV3. | Daniel Fohrler (1.ª) Eva Wannemacher (2.ª) |
| Tailandia | Big Brother Thailand Web oficial (no activa) | iTV Directo 24/7: UBC True | 1.ª edición, 2005: Nipon Perktim, "Tui" 2.ª edición, 2006: Arisa Sonthirod, "Tik" | Saranyu Vonkarjun (1.ª-2.ª) Nana Raibeena (2.ª) |
| Turquía | Big Brother Türkiye Web oficial (no activa) | Star TV Directo 24/7: YouTube | 1.ª edición, 2015-2016: Sinan Aydemir | Asuman Krause (1.ª) |
| Ucrania | Big Brother Україна Web oficial (no activa) | K1 Directo 24/7: Web Oficial | 1.ª edición, 2011: Kristina Kotvickaja | Olga Gorbacheva (1.ª) Oleksey Kurban (1.ª) |
| Vietnam | Người Giấu Mặt Web oficial (no activa) | VTV6 | 1.ª edición, 2013-2014: Hoàng Sơn Việt | Huy Khánh (1.ª) |

### Formato Secret Story
| País | Nombre Local                                             | Canal de TV | Ganadores | Presentadores                                                                                    |
| --- | -------------------------------------------------------- | --- | --- | ------------------------------------------------------------------------------------------------ |
| África francófona Benín Burkina Faso Camerún Congo Costa de Marfil Gabón Guinea Madagascar Mali Níger RD Congo Senegal Togo | Secret Story Web oficial                                 | Canal+ Pop Directo 24/7: Canal+ Afrique | 1.ª edición, 2024: Awa Sanoko 2.ª edición, 2025: Confirmada | Stéphanelle (1.ª) Jean Michel Onnin (1.ª)                                                        |
| España | Secret Story: La Casa de los Secretos Web oficial        | Telecinco Secundarios: Cuatro (1.ª) Streaming + 24/7: Mitele | 1.ª Edición, 2021: Luca Onestini 2.ª edición, 2022: Rafa Martínez | Jorge Javier Vázquez (1.ª) Carlos Sobera (2.ª)                                                   |
| Francia | Secret Story Web oficial en TF1                          | TF1 (1.ª-9.ª, 12.ª) NT1 (10.ª-11.ª) TFX (13.ª) Secundarios: NT1 (9.ª) Directo 24/7: Canalsat (1.ª-2.ª) TPS (1.ª-2.ª) Streaming + 24/7 MyTF1 (9.ª-11.ª) TF1+ (12.ª) Internacional: Antenne Réunion (Isla Reunion) (4.ª-12.ª) TNTV (Tahití) (8.ª-9.ª) Plug RTL (Bélgica) (9.ª-11.ª) | 1.ª edición, 2007: Marjorie, Cyrielle & Johanna Bluteau ("Les Triplées") 2.ª edición, 2008: Matthias Pohl 3.ª edición, 2009: Emilie Nefnaf 4.ª edición, 2010: Benoit Dubois 5.ª edición, 2011: Marie Garet 6.ª edición, 2012: Nadège Jones 7.ª edición, 2013: Anaïs Camizuli 8.ª edición, 2014: Leila Ben Khalifa 9.ª edición, 2015: Émilie Fiorelli 10.ª edición, 2016: Julien Geloën 11.ª edición, 2017: Noré Tir 12.ª edición, 2024: Alexis André Jr. 13.ª edición, 2025: En Emisión (Final: 7 de Agosto) | Benjamin Castaldi (1.ª-8.ª) Christophe Beaugrand (9.ª-13.ª)                                      |
| Lituania | Paslapčių Namai Web oficial (no activa)                  | TV3 Secundarios: TV6 TV8 Streaming + 24/7: TV3 Play | 1.ª edición, 2013: Gintautas Katulis | Agnė Grigaliūnienė (1.ª) Marijus Mikutavičius (1.ª)                                              |
| Países Bajos | Secret Story Web oficial (no activa)                     | NET5 Directo 24/7: Web Oficial | 1.ª edición, 2011: Sharon Hooijkaas | Renate Verbaan (1.ª) Bart Boonstra (1.ª)                                                         |
| Perú | La Casa de los Secretos Web oficial (no activa)          | Frecuencia Latina Directo 24/7: Claro TV | 1.ª edición, 2012: Álvaro de la Torre | Carla García (1.ª) Jason Day (1.ª)                                                               |
| Portugal | Secret Story - Casa dos Segredos Web oficial (no activa) | TVI Directo 24/7: TVI Direct (1.ª-5.ª) TVI Reality (6.ª-8.ª) | 1.ª edición, 2010: António David Queirós 2.ª edición, 2011: João Mota 3.ª edición, 2012: Rúben Boa-Nova 4.ª edición, 2013: Luís Nascimento 5.ª edición, 2014: Elisabete Moutinho 6.ª edición, 2016: Helena Isabel Patrício 7.ª edición, 2018: Tiago Rufino 8.ª edición, 2024: Diogo Pires 9.ª edición, 2025: Comienza en Septiembre | Júlia Pinheiro (1.ª) Teresa Guilherme (2.ª-6.ª) Manuel Luís Goucha (7.ª) Cristina Ferreira (8.ª) |
| Portugal | Secret Story - Casa dos Segredos: Desafío final          | TVI Directo 24/7: TVI Direct (1.ª-3.ª) TVI Reality (4.ª-5.ª) | 1.ª Edición, 2013: Cátia Palhinha 2.ª Edición, 2014: Érica Silva 3.ª Edición, 2015: Sofia Sousa 4.ª Edición, 2017: Carlos Sousa 5.ª Edición, 2025: Inês Morais | Teresa Guilherme (1.ª-4.ª) Cláudio Ramos (5.ª)                                                   |
| Portugal | Secret Story - Casa dos Segredos: Luta Pelo Poder        | TVI Directo 24/7: TVI Direct | 1.ª Edición, 2015: Bruno Sousa | Teresa Guilherme (1.ª)                                                                           |
| Portugal | Secret Story - Casa dos Segredos: O Reencontro           | TVI Directo 24/7: TVI Reality | 1.ª Edición, 2018: Carina Ferreira | Manuel Luís Goucha (1.ª)                                                                         |

- Nota: Las webs no activas podrás visualizarlas a través de la web de Wayback Machine.
- Aquellos canales que estén en color gris serán canales de apoyo (resúmenes, debates o minutos en directo) al canal principal (donde se emiten las galas).
- Todos aquellos que estén en color verde serán canales o plataformas en las que se emita Big Brother las 24 horas en directo.

Colores de Fondo
     País que actualmente está emitiendo Big Brother.
     País que planea emitir una nueva edición de Big Brother.
     País que no planea emitir una nueva edición de Big Brother.
Tipos de Concursantes en Ediciones Especiales
     Edición con concursantes anónimos.
     Edición con concursantes famosos.
     Edición con concursantes adolescentes.
     Edición con concursantes anónimos y famosos.
     Edición con concursantes anónimos y adolescentes.
     Edición con concursantes anónimos, famosos y adolescentes.
     Edición con concursantes de pasadas ediciones (all-stars).
     Edición con concursantes de otros reality shows.
     Edición con concursantes anónimos y de pasadas ediciones (all-stars).
     Edición con concursantes famosos y de pasadas ediciones (all-stars).
     Edición con concursantes anónimos, famosos y de pasadas ediciones (all-stars).

## Concursantes

### Intercambios en Big Brother (Gran Hermano)
Cuando dos ediciones de diferentes países se desarrollan simultáneamente, existen ocasiones en las cuales se intercambian participantes temporalmente.
| Ediciones Big Brother                        | Participantes involucrados                                                                | Año       | Duración |
| -------------------------------------------- | ----------------------------------------------------------------------------------------- | --------- | -------- |
| GH3 España Intercambió con BB1 México        | Andrés Barreiro, "Ness" Intercambió con Eduardo Orozco, "El Doc"                          | 2002      | 7 días   |
| GH3 Argentina Intercambió con GH4 España     | Eduardo Carrera Intercambió con Inmaculada González                                       | 2003      | 7 días   |
| GH1 Ecuador Intercambió con BB2 México       | Álvaro Montalván Intercambió con Eduardo Enríquez                                         | 2003      | 7 días   |
| BB1 África Intercambió con BB4 Reino Unido   | Gaetano Juko Kagwa Intercambió con Cameron Stout                                          | 2003      | 4 Días   |
| BB2 Suecia Intercambió con BB2 Tailandia     | Anton Granlund Intercambió con Kirt Tirat, "Boo"                                          | 2006      | 7 Días   |
| BB1 Eslovenia Intercambió con PBB2 Filipinas | Tina Semolič Intercambió con Bruce Quebral                                                | 2007      | 5 días   |
| GH5 Argentina Intercambió con GH9 España     | Soledad Melli Intercambió con Eneko Van Horenbeke                                         | 2007      | 7 días   |
| BB3 África Intercambió con BB4 Finlandia     | Munya Chidzonga Intercambió con Johan Grahn                                               | 2008      | 7 días   |
| PBB3 Filipinas Intercambió con BB5 Finlandia | Catherine Remperas Intercambió con Kätlin Laas                                            | 2009      | 6 días   |
| GH11 España Intercambió con GF10 Italia      | Gerardo Prager & Saray Pereira Intercambiaron con Carmela Gualtieri & Massimo Scattarella | 2010      | 7 días   |
| BBS1 Eslovenia Intercambió con BB6 Finlandia | Sandra Auer Intercambió con Niko Nousiainen                                               | 2010      | 6 días   |
| GH12 España Intercambió con HH3 Israel       | Lydia Navarro Intercambió con Yaakov Menahem, "Jackie"                                    | 2010–2011 | 7 días   |
| BB7 Finlandia Intercambió con BB4 Noruega    | Janica Kortman Intercambió con Siv Anita Austad                                           | 2011      | 10 días  |
| GH7 Argentina Intercambió con HH4 Israel     | Victoria Irouléguy Intercambió con Sophie Karwacki                                        | 2012      | 7 días   |
| GH16 España Intercambió con BB4 México       | Daniel Vera Intercambió con Daniela Fernández                                             | 2015      | 5 días   |
| GH19 España Intercambió con GF18 Italia      | Maica Benedicto Intercambió con Lorenzo Spolverato & Shaila Gatta                         | 2024      | 4 días   |
| LCDLFC2 Colombia Intercambió con LCDLF5 USA  | Melissa Gate Intercambió con Manelyk Gonzales                                             | 2025      | 5 días   |

### Intercambio de participantes que estaban fuera de la casa
| edición de Big Brother                              | Participantes involucrados                                                    | Año  | Duración                       |
| --------------------------------------------------- | ----------------------------------------------------------------------------- | ---- | ------------------------------ |
| GH5 España intercambió con BBVIP2 México            | Aída Nízar intercambió con Isabel Madow                                       | 2003 | 7 Días (Aída) 10 Días (Isabel) |
| GH1 Pacífico intercambió con BR1 Rusia              | Gianmarco Retis intercambió con Ivan Timoshenko                               | 2005 | 5 Días                         |
| GH4 Argentina intercambió con BB7 Brasil            | Pablo Espósito intercambió con Íris Stefanelli                                | 2007 | 6 Días                         |
| BB12 Brasil Intercambió con GH12+1 España           | Laisa Portella intercambió con Noemí Merino                                   | 2012 | 7 Días (Laisa) 5 Días (Noemí)  |
| BB17 Brasil Intercambió con GHVIP5 España           | Antônio Rafaski & Manoel Rafaski Intercambiaron con Elettra Miura Lamborghini | 2017 | 7 días                         |
| LCDLF3 USA (en español) Intercambió con BB23 Brasil | Dania Méndez intercambió con Key Alves                                        | 2023 | 5 Días                         |

### Concursantes visitando otras casas de Gran Hermano
| Año  | edición Gran Hermano                                     | Concursante                                                                | Duración     |
| ---- | -------------------------------------------------------- | -------------------------------------------------------------------------- | ------------ |
| 2003 | BB4 Reino Unido Visitó a los habitantes de BB3 Australia | Anouska Golebiewski                                                        | 7 Días       |
| 2005 | BB5 Reino Unido Visitó a los habitantes de BB5 Australia | Nadia Almada                                                               | 3 Días       |
| 2006 | CBB4 Reino Unido Visitó a los habitantes de BB6 Alemania | Chantelle Houghton                                                         | 1 Día        |
| 2009 | BB3 África Visitó a los habitantes de BB9 Brasil         | Ricardo Ferreira, "Ricco"                                                  | 4 Días       |
| 2010 | BB9 Alemania Visitó a los habitantes de BB3 Filipinas    | Annina Ucatis Sascha Schwan                                                | 4 Días 1 Día |
| 2010 | GF10 Italia Visitó a los habitantes de BB3 Albania       | George Leonard Veronica Ciardi                                             |              |
| 2011 | BB5 Suecia Visitaron a los habitantes de BB4 Noruega     | Martin Granetoft, Peter Orrmyr & Sara Jonsson                              |              |
| 2012 | BB12 Brasil Visitó a los habitantes de GH12+1 España     | Rafael Cordeiro, "Fael"                                                    | 1 Hora       |
| 2012 | BB4 Dinamarca Visitaron a los habitantes de BB6 Suecia   | Cathrine Petersen, Henrik Andreassen, Patricia Andersen & Umar Nyonyintono | 7 Días       |
| 2012 | GH4 Argentina Visitó a los habitantes de GH2 Colombia    | Agustín Belforte                                                           | 17 Días      |
| 2015 | GH15 España Visitó a los habitantes de BB4 México        | Paula González                                                             | 11 Días      |
| 2024 | GF18 Italia Visitó a los habitantes de GH19 España       | Tomasso Franchi                                                            | 6 Días       |

### Festival Internacional de la Canción Gran Hermano
| Participantes                                     | Jurados                              | Puntaje | Ganador | Fecha |
| ------------------------------------------------- | ------------------------------------ | --- | ------- | --- |
| GH12 España – "A-Ba-Ni-Bi" HH3 Israel – "Bandido" | GF11 Italia BB5 Grecia GH6 Argentina | España: 12 (Italia) + 12 (Grecia) + 12 (Argentina) = 36 Israel: 10 (Italia) + 10 (Grecia) + 10 (Argentina) = 30 | España  | Ensayos: del 30-12-10 al 4-1-11 Presentación de Israel: 5-1-2011 Presentación España: 6-1-2011 Votaciones: 7-1-2011 Cierre: 8-1-2011 |

## Formatos "Copia" de Big Brother
Debido al éxito rotundo de Big Brother, varios canales de televisión de diferentes países han decidido apostar por el formato, pero debido al coste que conlleva Big Brother, decidieron crear sus propios programas bajo las mismas reglas que rigen Big Brother, como es el aislamiento en una casa, ser grabados las 24 horas por las cámaras y es el público el que decidiese el destino de los concursantes.
En varios países Endemol tomó medidas legales y llevó a varios de estos programas a juicio por plagio, ganando siempre todas las demandas en todos los países que los llevó a cabo.

### Spin-off de Big Brother realizadas por Endemol
- The Bus (2000-2010): Es un spin-off de Big Brother creado por Endemol, debido a que SBS6 (competencia directa de Veronica, que emite Big Brother) pidió su propio Big Brother para su programación y hacerle competencia. Para evitar ser una copia, se cambió la casa por un autobús donde debían recorrer todo el país sin salir del bus, excepto cuando se montaba un "jardín" en las paradas que se realizaban en las distintas ciudades que visitaban.
  - Emitido en: Países Bajos (De Bus, 2000, 1 edición), Bélgica/Países Bajos (De Bus, 2000, 1 edición), España (El Bus, 2000, 1 edición), Estonia (Buss, 2005, 1 edición), Brasil (Busão do Brasil, 2010, 1 edición).
- Nice People (Francia; 2003): Durante unos días se encerraban en una casa a 13 concursantes, todos nacidos en países diferentes pero viviendo en Francia. Tras la poca repercusión solo tuvo una temporada.
- Gran Hermano De Chollywood (Perú; 2005): Durante 3 días, 9 famosos peruanos vivirán en la casa de Gran Hermano del Pacífico. Este programa exclusivo para Perú, bajo la conducción de Magaly Medina,[50] sirvió como prueba previa al oficial, donde el ganador lo elegían los propios habitantes y recibiendo un coche nuevo como premio. Para Endemol, esta edición es considerada tan solo como una prueba y no una edición oficial.
- Carré ViiiP (Francia; 2011): Con motivo del 10.º aniversario de la introducción de los reality shows en Francia, el canal TF1 y Endemol deciden realizar una edición con exconcursantes de reality's franceses y gente anónima. Se decidió que el programa fuese de tipo encierro y en una casa, en honor a Loft Story, primer reality show en Francia. A pesar de venderlo como un gran evento, la audiencia fue muy baja que llevó a la cancelación del programa tras solo 13 días (debían ser alrededor de 70 días). El ganador iba a recibir 150.000 euros como premio.

### Copias ajenas a Endemol
Colocadas por orden de aparición.
- Taxi Orange / Biri Bizi Gözetliyor (2000-2007): Formato creado por la ORF austriaca y siendo el primer reality show en Austria. El programa encierra a 13 personas en una casa ubicada en Viena, y las reglas son exactamente iguales a Big Brother, pero para hacerlo diferente aquí en lugar de pruebas semanales, los concursantes ganaban el dinero mediante una compañía de taxis que ellos se encargaban de llevar, mientras el resto de concursantes viven en la casa. El formato tuvo 2 ediciones.
  - Emitido en: Austria (Taxi Orange, 2000-2001, 2 ediciones), Turquía (Biri Bizi Gözetliyor, 2001-2007, 6 ediciones), Chipre (Biri Sizi Gözetliyor, 2007, 1 edición).
- Dwa Światy (Polonia: 2001): Primer reality en Polonia junto a Big Brother y competencia directa del mismo. Durante la primera semana los habitantes vivirán en una casa de lujo. A partir de la segunda semana, todos los concursantes se trasladan a la casa al otro lado del lago, esta casa es "rural", que era todo lo contrario de la anterior ya no había ningún tipo de comodidad. De este programa se basó la adaptación de Mundos Opuestos.
- За Стеклом (Rusia; 2001-2002): Fue el primer formato pirata de Big Brother en el mundo, TV6 tras ver éxito de Big Brother en Países Bajos, Alemania y España, quiso hacer su propia versión más económica. La primera edición se realizó a finales del 2001 en el hall del Hotel Rosiya de Moscú, un mini apartamento que tenía una cocina, una habitación, un confesionario, un baño, un mini salón y un mini gimnasio, todo esto tras una gran parez de espejo, desde donde todo aquel que se acercase al hotel podría ver por esa pared lo que pasaba, el resto se vería por internet las 24 horas. El premio era un apartamento en Moscú. La primera edición fue un éxito rotundo, lo que llamó la atención de Endemol que demandó al canal por plagio. Un mes después de la final el 19 de enero de 2002 se puso en marcha la segunda edición, esta vez copiaron al reality The Bar, donde los habitantes vivían en una apartamento y regentaban un restaurante. Debido a los problemas legales obligaron a TV6 a cerrar y el programa pasó a TNT (donde años más tarde emitiría Big Brother). El premio en esta ocasión era un restaurante. Dos meses después se puso en marcha la tercera edición esta vez en el canal TBS para Rusia y Novyi Kanal en Ucrania, y esta vez se grabaría en una academia militar y como fin era buscar al mejor soldado, pero se tuvo que cancelar debido a las controversias entre los dos canales por la producción del mismo.
- Casa dos Artistas (Brasil; 2001-2004): Después del rotundo éxito de Big Brother Brasil en Rede Globo, la cadena rival SBT decidió crear su propio Big Brother, pero para hacerlo más propio y diferenciarlo del original, era elegir como concursantes a personas famosas. Tras el éxito de la primera edición, Globo y Endemol les demandaron por plagio, los cuáles ganaron en 2003 el juicio (durante el proceso SBT emitió dos ediciones más). Como SBT tenía éxito con el programa y decidieron comprar los derechos del reality "Protagonistas de Novela" y fusionar ambos programas (la renombró a "Casa dos Artistas: Protagonistas de Novela"), con el cambio los concursantes pasaron a ser anónimos y el premio pasó a ser conseguir un papel en una telenovela brasileña. Tras esta edición que tuvo poco éxito dieron por terminado el programa.
- ValóVilág / VyVolení (2002-presente): Este formato fue creado en Hungría por el canal RTL Klub para hacerle la competencia a TV2 (quien emitía Big Brother). A diferencia de Big Brother, en ValóVilág era el público quién elegía el tipo de habitantes (por ejemplo: el/la guapo/a, el/la listo/a, etc..) que querían ver en la casa, mediante la votación entre 2 o 3 candidatos que el programa proponía. Otra diferencia es que aquí a la vivienda se le llama "villa", ya que el término "casa" era la utilizada por Big Brother en TV2. Tras el anuncio de Endemol de vender Big Brother en Eslovaquia y República Checa, los canales rivales en esos países compraron el formato bajo el nombre de "VyVolení". Este formato tuvo mucho éxito y acabó imponiéndose a Big Brother en los tres países (Eslovaquia, Hungría y República Checa) donde fue emitido. Después de varios años de disputas legales en Hungría por el plagio del programa, en 2015, Endemol y RTL llegaron a un acuerdo y fusionaron ambos formatos bajo el nombre de "ValóVilág: Powered by Big Brother" pasando a ser producto oficial de Big Brother.
  - Emitido en: Hungría (ValóVilág, 2002-presente, 10 ediciones), República Checa (VyVolení, 2005-2013, 4 ediciones), Eslovaquia (VyVolení, 2005-2013, 3 ediciones).
- Fabrika (Letonia; 2002-2005): El canal TV5 Riga decidió cambiar por completo su programación e incluir los reality show como apuesta, una de sus apuestas fue Fabrika. Sus dos primeras ediciones tenían como concepto adaptar el programa como Big Brother, los cuáles tuvieron éxito tremendo. Para mantener la novedad se hicieron spin-off copiando otros formatos: Talantu Fabrika (copia de Star Academy, 4 ediciones), Cita Fabrika (copia de Bar Wars, 1 edición), Fabrika Muzikālais Teātris (copia de Protagonistas de Novela, 1 edición) y Talantu Aģentūra (copia de Top Model, 1 edición).
- La Casa De Gisela (Perú; 2003): Fue un reality show conducido por Gisela Valcárcel y transmitido por Frecuencia Latina. Basado en el programa Big Brother, donde un grupo de participantes convivieron en una casa construida especialmente para el show, totalmente aislados y con 25 cámaras fijas a control remoto y 4 cámaras infrarrojas, además de 5 domos, 12 micrófonos inalámbricos y 10 micrófonos ambientales, todas ellas monitoreadas durante las 24 horas. Los participantes debían intentar superar las expulsiones que, periódicamente, la audiencia decidía para así conseguir el premio final. Hubo un total de 3 ediciones con anónimos y una con famosos, cada edición comenzaba al acabar la anterior.
- Hotel Glam (España; 2003): Telecinco quiso seguir con el éxito de Gran Hermano, pero en este caso los concursantes eran famosos y la casa era simulada como un Hotel, el cual debían regentar. El programa se estrenó como "Hotel Glamour", pero debido a la demanda de la revista Glamour por plagio de nombre, se decidió acortar la palabra a Glam. Aunque tuvo mucha repercusión, tan solo hubo una edición emitida en 2003.
- عالهوا سوا (Oriente Medio; 2003) : Se encerraba en una casa de Marruecos, a 25 concursantes femeninas de distintos países árabes, con el fin de que "la voz" (el soltero), viese el comportamiento de sus candidatas y eligiese a una para casarse con ella.
- פרויקט Y (Israel; 2003-2004): Formato creado en Israel por el sistema de cable israelí Yes. Es una copia al 100% de Big Brother, excepto que en lugar de pruebas tenían talleres y cursos de formación. El premio para el ganador era ser presentador de un programa del canal YTV. Endemol también demandó ante la justicia este programa en 2004. Cuando estaba ya todo preparado para la tercera edición, Yes decidió no llevarla a cabo (por la demanda de Endemol) argumentando que emitirían el mundial de fútbol y no había espacio para ambas producciones.
- Голод (Golod) (Rusia; 2003-2005): El programa donde se encierra a 13 personas dentro de una casa aislada en donde no tenían nada de comida y tendrían que trabajar para conseguirla. La primera edición el programa se desarrolló en Berlín (Alemania), y para la segunda edición en Nueva York (Estados Unidos).
- Les Colocataires (Francia; 2004): Tras verios años desde el final de Loft Story, el canal M6 quiso volver a apostar por un reality de ese estilo, pero esta vez al perder los derechos de Loft Story en favor de TF1 (quién renombró el programa a Secret Story). Para evitar acusaciones de plagio M6 decidió incluir dos elementos distintivos a los vistos tanto en Losft Story como en Secret Story, uno era que habría dos casas donde las chicas vivián en una y los chicos en la otra, separados por un muro; el otro elemento fue que no había un 100% de aislamiento ya que los concursantes podían interactuar con sus familiares o el público por correo electrónico o videoconferencia, y están informados de noticias externas. Con estos cambios Endemol no podía acursarlos de plagio ya que había diferencias entre ambos programas. A pesar de todo el programa tuvo muy poca audiencia y no se renovó. El ganador fue Sébastien Charbonneaux y recibió 150.000 euros como premio.
- 12 Негритят (Rusia; 2004): Este reality encierra a un grupo de personas en una casa del siglo XIX ubicada en la ciudad de Berlín (Alemania), donde debían vivir conforme a esa época. El objetivo era encontrar los 12 "negritos" (bloques de oro).
- Singel 24-7 (Noruega; 2004): TV3 creó este programa para hacer competencia a TVNorge (que emite Big Brother). Aquí 10 concursantes (5 chicas + 5 chicos) vivan en 5 mini casas con el fin de encontrar compañero ideal para vivir el programa, en este programa no había nominaciones ni expulsiones y el público votaba solo para la pareja ganadora. El programa no cuajó y solo hubo una edición.
- Back To Reality (Reino Unido; 2004): Tras el éxito arrollador de Big Brother en Channel 4, Channel 5 apostó por juntar a los concursantes más importantes de todos los reality shows emitidos en Reino Unido hasta 2004, en una casa lujosa pero sin luz natural, por lo que no tenían conocimiento alguno si era día o noche, siendo una copia más de Big Brother.
- Penghuni Terakhir (Indonesia; 2004-2019): Otro copia de Big Brother y de los primeros en Asia de este estilo. Durante unos días se encerraba a 14 concursantes en una casa, era el público quién decidía el destino de los concursantes, fue un éxito y llegó a realizarse 6 ediciones en diferente etapas entre los años 2004-2019, además antes de la tercera edición se realizó una edición especial que enfrentaban a los concursantes de las 2 primeras ediciones con concursantes famosos.
- Kafazi i Arte (Albania; 2004-2009): Se seleccionaban a un grupo de 10 personas anónimas para convivir dentro de una casa. El nombre se adaptó del nombre original que tenía Big Brother (The Golden Cage), el programa tuvo en total 6 ediciones.
- Syri Magjik (Albania; 2004): Emitido en Albania, se encerraba a 12 personas en una casa, siempre vigilados por Syri Magjik (Ojo Mágico), que viene a ser el equivalente al ojo Big Brother. El formato tuvo poca repercusión en el canal VizionPlus y se decidió no realizar una segunda temporada.
- L-Ispjun (Malta; 2006-2007): Un grupo de anónimos son encerrados durante unos días en un casa, otra copia más de Big Brother. La primera edición se emitió por TVM y fue un éxito rotundo y al año siguiente se hizo la segunda edición pero sin mucha repercusión.
- De Gouden Kooi (Países Bajos; 2006-2008): Idea original de John de Mol que acabó convirtiéndose en Big Brother. Rescató su idea original cuando creó su propio canal de televisión Talpa TV (luego renombrado Tien TV) donde también emitía Big Brother. Aquí los concursantes eran millonarios y vivían en una mansión llena de comodidades, estaba pensado para que durase años, pero tras la venta de Tien al Grupo RTL, éstos decidieron terminarlo tras casi 620 días de encierro.
- Unan1mous (2006-2010) : La diferencia es que en lugar de una casa es un búnker, y se elige al ganador entre los participantes siempre y cuando sea por unanimidad. El formato no tuvo éxito en ningún país que se emitió, a pesar de que prometía bastante en todos ellos.
  - Emitido en: Estados Unidos (Unan1mous, 2006, 1 edición), Italia (Unan1mous, 2006, 1 edición), Noruega (Enstemmig, 2006, 1 edición), Reino Unido (Unanimous, 2006, 1 edición), España (Unan1mous, 2007, 1 edición), Países Árabes (??, 2008, 1 edición), Rusia (Кто Не Хочет Стать Миллионером, 2008, 1 edición), India (The Player, 2010, 1 edición).
- Big Mama House (Bosnia y Herzegovina: 2008-2009): Otra copia de Big Brother. Emitido por el canal OBN en Bosnia, se encerraba en una casa a un grupo de famosos bosnios, croatas y serbios. Si en Big Brother el que mandaba era la voz de Big Brother, en este programa era la voz y figura de Selma Krifica (famosa bosnia) como la "Big Mama", que era la que ordenaba lo que ocurría en las casa.
- הדור הבא 24/7 (24/7 The Next Generation) (Israel; 2010): Viendo que Canal 2 estaba ganado el share gracias a Big Brother, Canal 10 decidió crear su propia versión. El concepto es idéntico al de Big Brother. Durante sus primera semanas el programa empezó muy fuerte en audiencias (tanto que se pensaba en hacer una segunda edición), al paso de las semanas el programa fue decayendo, lo que decidieron no continuar.
- El Marco (España; 2010): En este programa, 8 parejas debían vivir en un espacio de 20m², durante el concurso, del que no podían salir, tampoco se podían nominar, solo tenían que esperar a que la gente los echara con votos. Lo curioso del caso es que el programa es originalmente de Reino Unido bajo la marca "The Frame", donde se mostraba en una convención de televisión. Tan solo se emitió en España, donde llegó a ser cancelado a los pocos días debido a la poquísima audiencia que tenía. También se anúnció que The CW lo había comprado para emitirlo en Estados Unidos, pero nunca se llevó a cabo realizarlo.
- The Glass House (Estados Unidos; 2012): Este formato fue emitido en el canal ABC en 2012. Fue creado por Kenny Rosen quien fue uno de los responsables de llevar Big Brother a Estados Unidos y exdirectivo de Endemol USA. Tras crear su propia productora, inventó The Glass House con los mismos principios que Big Brother, pero la casa estaba hecha de paredes de cristal lo que permitía observar lo que ocurría en todos lados sin salir del mismo espacio. El 10 de mayo de 2012, CBS demandó a ABC por plagio de Big Brother, pero retiró la demanda el 17 de agosto de 2012 tras ver los bajos índices de audiencia que estaba teniendo el programa.
- Malayalee House (India; 2013): Tras el éxito en India de Bigg Boss, y tras conocerse los planes de Endemol India de lanzar Bigg Boss en varias lenguas nativas, el canal Surya TV decidió adelantarse y lanzar "Malayalee House" con famosos hablando en malabar, todo el concepto era una copia exacta de Big Brother.
- Göz6 (Turquía; 2016): Otra copia de Big Brother, incluso el logotipo es casi idéntico al ojo que se usa para Big Brother en varios países. Aquí los concursantes vivían en una casa sin luz solar y su objetivo eran pasar pruebas y como premio era participar en Survivor.
- Despedida de solteros (Argentina; 2017): Es el primer reality show de Argentina emulando a Big Brother. Hay doce parejas, con el objetivo de casarse, son divididas en dos casas: el loft en el Cielo y el PH en la Tierra. Allí estarán aislados de sus parejas y del mundo exterior para convivir con desconocidos. Cada semana votarán por sus compañeros y, aquellos con mayor cantidad de puntos, deberán enfrentarse al voto telefónico con el cual el público eliminará a los participantes.
- The Circle (2018-presente): En este formato, un grupo de personas (Aproximadamente 15 participantes) deberán convivir todos juntos en un mismo edificio, pero a su vez separados en distintas habitaciones, en la cual la única forma de interactuar entre ellos será a través de pantallas que responden a un asistente virtual inteligente. Dichos concursantes tendrán que simular que se encuentran dentro de una red social y deberán crear perfiles (los cuales pueden ser falsos) para conseguir ser populares y seguir en el certamen. La primera edición de este programa fue realizado en 2018 en Reino Unido y producido por Studio Lambert junto a Motion Content Group para Channel 4. En diciembre de 2019, Netflix adquirió los derechos y realizó ediciones en otros países. Es considerado por varios periodistas a nivel mundial como el nuevo Big Brother.
  - Emitido en: Reino Unido (The Circle, 2018-2021, 3 ediciones + 1 VIP), Estados Unidos (The Circle US, 2020-presente, 5 ediciones), Brasil (The Circle Brasil, 2020, 1 edición), Francia (The Circle Game, 2020, 1 edición).
- Big Brethren (Ghana; 2020): Otra copia ilegal demanda por varios usuarios de la plataforma DStv (que emite las versiones de Big Brother de varios países africanos). Además el nombre es claramente una copia directa del formato original, pero se desconoce si el programa se canceló o si finalizó.
- Biggy237 (Camerún; 2020-presente): Es el primer reality show de Camerún emulando a Big Brother, pero con un presupuesto super limitado, los habitantes viven en una casa con tan solo 6 cámaras grabándolos, a pesar de ello fue un éxito de audiencia tanto en YouTube como en el canal Biggy237 que emite por satélite. Biggy hace referencia a la palabra Big de Big Brother, mientras 237 hace referencia al número del canal en el satélite. En 2021 se realizó la segunda edición.
- Big Brabee (Liberia; 2020-presente): El primer reality show de Liberia es una copia de Big Brother, 20 personas viven en una vivienda con cámaras grabándolos las 24 horas. La primera edición fue un éxito y en 2021 se realizó la segunda edición, la tercera edición se desarrolló en junio de 2022 y con planes de emitir una cuarta edición en 2023.

## Parodias de Big Brother
- Gran Carnal (México): parodia mexicana basada en Gran Hermano, que fue una sección del programa Otro Rollo. Hubo dos ediciones y el público votaba en internet por su personaje favorito, además cada semana el menos votado era "expulsado". Los concursantes normalmente era imitaciones de la vida de cualquier mexicano o de algún famoso internacional.
- La Familia P. Luche: episodio «Big P. Luche» (México): Unos productores de XHDRBZ en un restaurante están pensando en hacer un programa más, y luego tuvieron la idea de hacer una parodia de Big Brother, hasta que vieron entrar a los P. Luche el productor les dicen que participen en el programa y ganaran dinero y aceptan.
- Otra serie que tenía algunas referencias a Big Brother fue La Escuelita VIP, dado que en su elenco tuvo a anteriores participantes femeninas de Big Brother VIP México, inclusive hay un episodio que parodia a las nominaciones que se hacían dentro de la casa.
- Gran Cuñado (Argentina): parodia en el famoso programa argentino Videomatch y luego en su sucesor Showmatch donde imitadores se disfrazan de políticos y conviven en la casa. También tuvo otra versión, Gran Cuñado VIP, donde los imitadores se disfrazaban de mediáticos.
- Gran Ñaño (Ecuador): Parodia ecuatoriana basada en Big Brother VIP, siendo un sketch cómico del programa Vivos, donde los participantes, tanto originales del programa como los parodia, conviven dentro de la casa. A diferencia del original, las eliminaciones se daban por decisión del Gran Ñaño según el comportamiento de los participantes.

## Adaptaciones a videojuegos
Desde la aparición de Gran Hermano un gran número de juegos han intentado emular las características del reality show. Aunque inicialmente se utilizaron los foros como plataforma para este tipo de juegos donde los propios usuarios establecían las reglas, competiciones y expulsiones.
Es ahora con el fomento de las redes sociales donde se pueden encontrar juegos en línea específicamente desarrollados como Tengaged para emular las sensaciones de los concursantes en el juego Gran Hermano, Los Sims, videojuego parecido al Gran Hermano.